# Geographie Osttimors

Lage Osttimors

Die Geographie Osttimors wird durch seine Lage im Übergang von Asien zu Australien geprägt. Osttimor ist das einzige Land Asiens, dessen Staatsgebiet komplett südlich des Äquators liegt. Das Territorium umfasst nicht nur die östliche Hälfte Timors, sondern auch die Exklave Oe-Cusse Ambeno, welche an der Nordküste des indonesischen Teils der Insel gelegen ist, sowie die beiden kleinen Inseln Atauro und Jaco.

## Lage und politische Grenzen

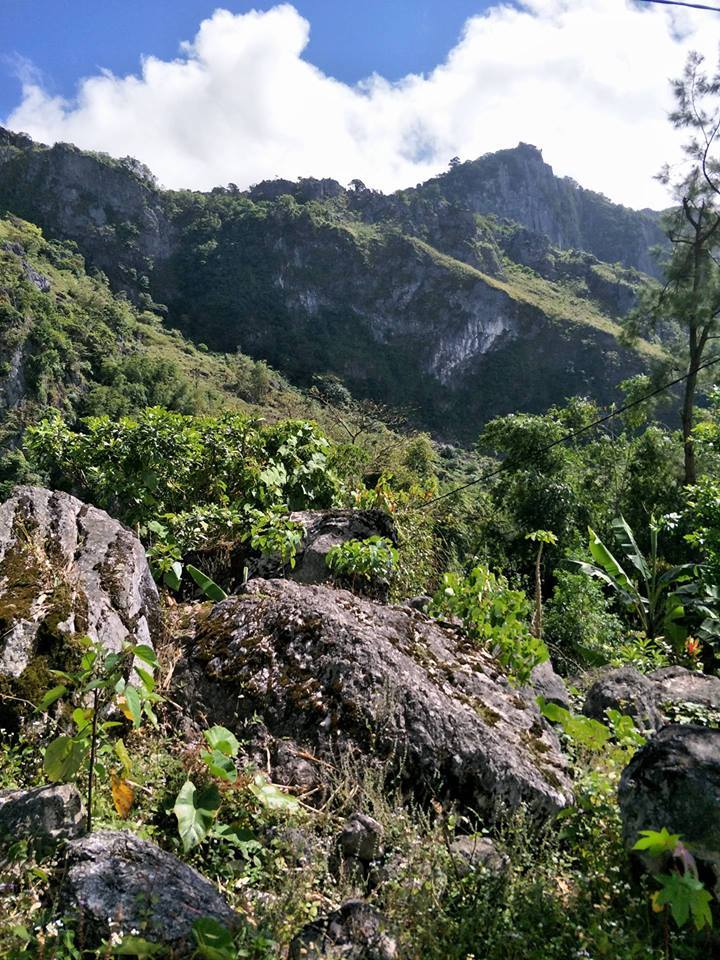
In den Bergen von Osso Huna

Die Insel Timor gehört zum östlichen Teil des malaiischen Archipels und zählt zu den Kleinen Sundainseln. Im Nordwesten der bergigen Insel liegt die Sawusee, nördlich die Bandasee, und südlich dehnt sich die Timorsee 500 km bis nach Australien aus. Die Timoresen nennen die raue Timorsee Tasi Mane, das Männermeer, während die ruhigen Gewässer nördlich der Insel als Tasi Feto, das Frauenmeer, bezeichnet werden. Bereits fünf Kilometer von der Nordküste entfernt fällt der Meeresgrund auf eine Tiefe von 1000 m ab. Während des Kalten Krieges konnten daher amerikanische Atom-U-Boote unentdeckt die Straßen von Ombai und Wetar passieren. In der Timorsee erstreckt sich südlich der Insel der schmale Timorgraben mit einer Tiefe von bis zu 3300 m.
Osttimor nimmt die gesamte östliche Hälfte Timors ein. Die Exklave Oe-Cusse Ambeno liegt an der Nordküste des indonesischen Teils der Insel. Nördlich von der Hauptstadt Dili befindet sich in Sichtweite die Insel Atauro. Die unbewohnte Insel Jaco liegt vor der Ostspitze Timors. Mit einer Gesamtfläche von 14.918,72 km² ist Osttimor etwas kleiner als Schleswig-Holstein oder die Steiermark. Die Hauptlandmasse ist 260 km lang und bis zu 80 km breit. Mit der Exklave und den zugehörigen Inseln beträgt die maximale Ost-West-Ausdehnung 364 km, die maximale Nord-Süd-Ausdehnung 149 km. Osttimors Küstenlinie hat eine Länge von 783 km. Sie ist umgeben von Korallenriffen.
Die Landgrenze zu Indonesien ist insgesamt 228 km lang. Umstritten waren zunächst die Zugehörigkeit der kleinen unbewohnten Insel Fatu Sinai (Pulau Batek), 37 Hektar zwischen Memo (Suco Tapo/Memo) und dem indonesischen Dilumil (Distrikt Lamaknen, Regierungsbezirk Belu) und Gebiete um die Exklave Oe-Cusse Ambeno (Área Cruz in Passabe, Naktuka/Citrana-Dreieck in Nitibe) sowie die genauen Modalitäten eines Korridors von Oe-Cusse Ambeno zum Hauptstaatsgebiet. In Naktuka kam es seit Ende 2009 immer wieder zu Übergriffen durch indonesische Soldaten auf die dortige Bevölkerung. Seit 2010 gibt es einen Sonderpass für den Personenverkehr im grenznahen Gebiet. 2013 konnte der Streit um das Gebiet bei Memo beigelegt werden. Am 23. Juli 2019 wurde nach einem Treffen von Osttimors Chefunterhändler Xanana Gusmão mit Wiranto, dem indonesischen Koordinierungsminister für Politik, Recht und Sicherheit, erklärt, man habe sich nun über den Verlauf der Landesgrenze geeinigt. Weiterhin umstritten (Stand 2022) sind aber trotzdem die Zugehörigkeit von Naktuka und der Insel Fatu Sinai. Die seit 2015 laufenden Verhandlungen über die Seegrenzen laufen weiter.

## Geographische Bezeichnungen
| Deutsche Bedeutung | Lokale Bezeichnungen                      |
| ------------------ | ----------------------------------------- |
| Berg               | FohoT, GunungI, MonteP                    |
| Spitze             | PicoP                                     |
| Insel              | IlhaP, PulauI                             |
| Land               | Rain, RaiT                                |
| Meer               | TasiT                                     |
| Fluss              | MotaT, Rio (R.)P, SungaiI                 |
| Flüsschen          | Ribeira (Rib.)P                           |
| Stadt              | KotaI, PrasaT/P, SidadiT/P, VilaP         |
| Dorf               | KampungI                                  |
| Herkunft           | IBahasa Indonesia, PPortugiesisch, TTetum |

| Namensteil                    | Bedeutung             |
| ----------------------------- | --------------------- |
| AiT                           | Baum, Wald, Feuerholz |
| FatuT                         | Berg, Fels            |
| Kraik, CraicT, BaixoP, BawahI | Unter-, Nieder-       |
| LetenT, CimaP, AtasI          | Ober-                 |
| Lulik, LulicT                 | heilig                |
| Ki'ik, Qu'icT                 | klein                 |
| Boot, Bo'otT                  | groß                  |
| FounT, BaruI                  | neu                   |
| TuanT, LamaI                  | alt                   |
| RaiT                          | Land, Reich, Erde     |

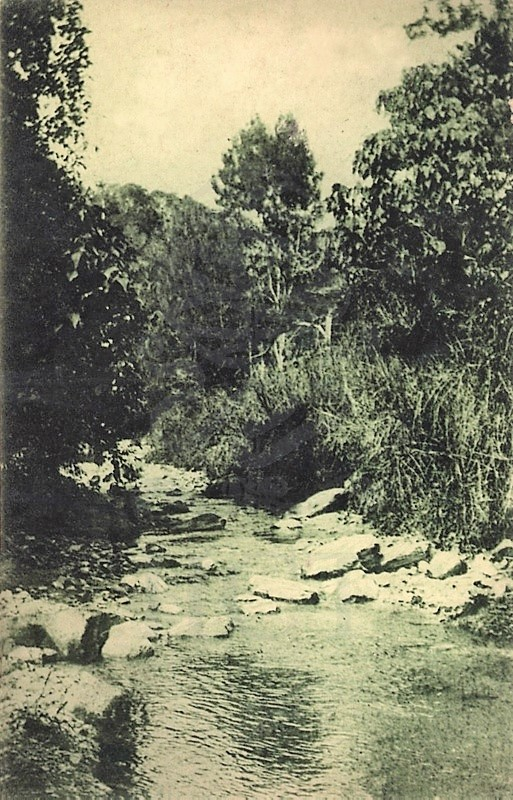
Foto eines kleinen Flusses (Ribeira, Sungai, Mota) aus der Kolonialzeit

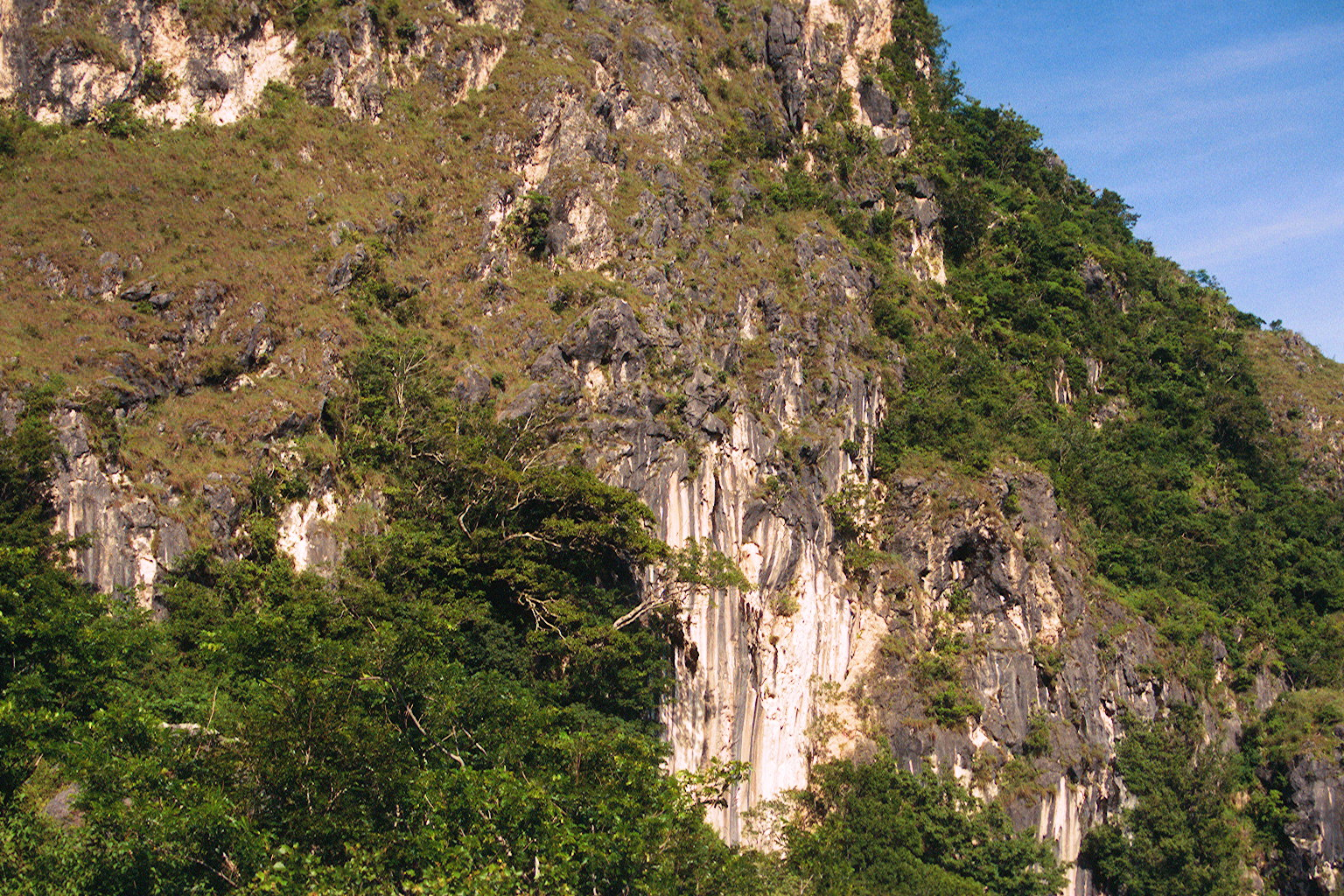
Eine der typischen steilen Felswände eines Berges (Fatu) in Bobonaro.

Die Namen von lokalen Orten, Bergen und Gewässern leiten sich von den regionalen Sprachen ab. Sie bezeichnen meist Naturbegebenheiten, auch aus Fauna und Flora. Nur wenige geben kulturelle Bezeichnungen wieder, wie „Fatululic“ für „Heiliger Berg“. Oft ist die Herkunft und die Bedeutung eines Ortsnamens nicht leicht festzustellen. Im Westteil des Landes findet sich zum Beispiel häufig die Vorsilbe Mau in Ortsnamen, wie Maubisse oder Maubara. Nach der Ethnologin Antoinette Schapper ist diese Vorsilbe geradezu typisch für die Siedlungsgebiete der Mambai, Kemak und Tokodede, die alle austronesische Sprachen sprechen. Eine Übersetzung vom ebenfalls austronesischen Tetum-Wort Maun für „Älterer Bruder“ würde dem Ortsnamen Maumeta die Bedeutung „Schwarzer Bruder“ geben. Ungewöhnlich, da die Bevölkerung allgemein relativ dunkelhäutig ist. Allerdings waren viele der Regionen früher von Papuavölkern bewohnt, so dass der Linguist Geoffrey Hull auch eine Ableitung von Mug (Bunak) oder Mu′a (Makasae und Fataluku) für möglich hält, was „Land“ bedeutet. Aus „Maumeta“ würde so „Schwarze Erde“. Schapper sieht hingegen Mau sogar als Zeichen einer austronesischen Erstbesiedlung, womit sie Hull widerspricht. Tatsächlich kommt im Kernland der Bunak, der nächstgelegenen Ethnie mit Papuasprache, ein Ortsname mit der Vorsilbe Mau nicht vor.
Ortsnamen portugiesischen Ursprungs finden sich kaum, und wenn, dann in der Hauptstadtgemeinde Dili. Zwar führte man im Juni 1936 für verschiedene Ortschaften in der ganzen Kolonie Portugiesisch-Timor portugiesische Ortsnamen ein, doch setzten sich diese nie durch und einige Jahre nach dem Zweiten Weltkrieg kehrte man zu den alten Bezeichnungen zurück. Noch seltener sind Ortsnamen, die indonesischen Ursprungs sind, wie zum Beispiel Delta, ein Stadtteil Dilis. Indonesische Synonyme für portugiesische Bezeichnungen verschwanden mit der Wiederherstellung der Unabhängigkeit Osttimors wieder. Malaiisch war bis in das 19. Jahrhundert auf Timor eine wichtige Verkehrssprache, so dass sich auch aus diesem Ursprung Ortsnamen in Osttimor finden lassen.
Unterschiedliche Bezeichnungen für ein und dasselbe geographische Objekt sind nicht ungewöhnlich. Berge können je nach verwendeter lokaler Sprache oder auch einfach aus welcher Richtung man auf sie blickt andere Namen tragen. Flüsse wurden traditionell nach dem Gebiet bezeichnet, das sie gerade durchfließen, so dass sich der Flussname alle paar Kilometer ändert. Zudem gibt es für alle geographischen Objekte oft verschiedene Schreibweisen. Auch ob mehrere Worte zusammengeschrieben, getrennt oder mit Bindestrich verbunden werden, kann sich je nach Autor unterscheiden. Meistens leitet sich die am häufigsten genutzte Form vom Portugiesischen ab, doch während der indonesischen Besatzungszeit wurden diese Bezeichnungen oft dem Indonesischen angepasst, was auch der Lautschrift im Tetum entspricht. So wurde qu gegen k getauscht, so dass zum Beispiel die Stadt Viqueque zu Vikeke wurde. Da heute sowohl Portugiesisch als auch Tetum Amtssprachen sind, sind beide Formen im alltäglichen Gebrauch, ebenso Mischformen. International wird aber in erster Linie die portugiesische Form verwendet. Englische Bezeichnungen wie Mount, Peak oder River finden auf Karten und in anderen Quellen immer häufiger Verwendung. Fehlerhaftes Kartenmaterial war schon in der portugiesischen Kolonialzeit ein Problem. Der deutsche Geograph Joachim K. Metzner, der Ende der 1960er-Jahre in Portugiesisch-Timor forschte, vermerkte:

„Die Aufgabe [der Lokalisierung von Weilern] wurde durch die Anzahl falscher Namensübertragungen oder falscher Lokalisierungen auf den neuen topographischen Karten [von 1966-1968] (...) sowie durch die Auslassung von Dörfern und Weilernamen erschwert.“

Auch offizielle heutige, offizielle Karten, wie jene, die das Direcção-Geral de Estatística (DGE) 2019 veröffentlichte, weisen diverse Fehler und Ungenauigkeiten auf.
Die Regierung Osttimors führte im ministeriellen Dokument 6/2003 vom 29. Juli 2003 erstmals eine Schreibweise für alle Verwaltungseinheiten bis hinunter zu den Sucos auf. Am 15. September 2009 wurde im ministeriellen Dokument 199/2009 die Liste um die Aldeias erweitert. Außerdem änderten sich einige Schreibweisen und Namen von unteren Verwaltungseinheiten, doch auch jetzt noch folgen die Schreibweisen nicht einheitlichen Regeln, so heißen zwei benachbarte Verwaltungsämter in der Gemeinde Viqueque Uato-Lari und Uatucarbau. Im Alltag finden sich beide Schreibweisen für beide Verwaltungsämter.

## Topographie

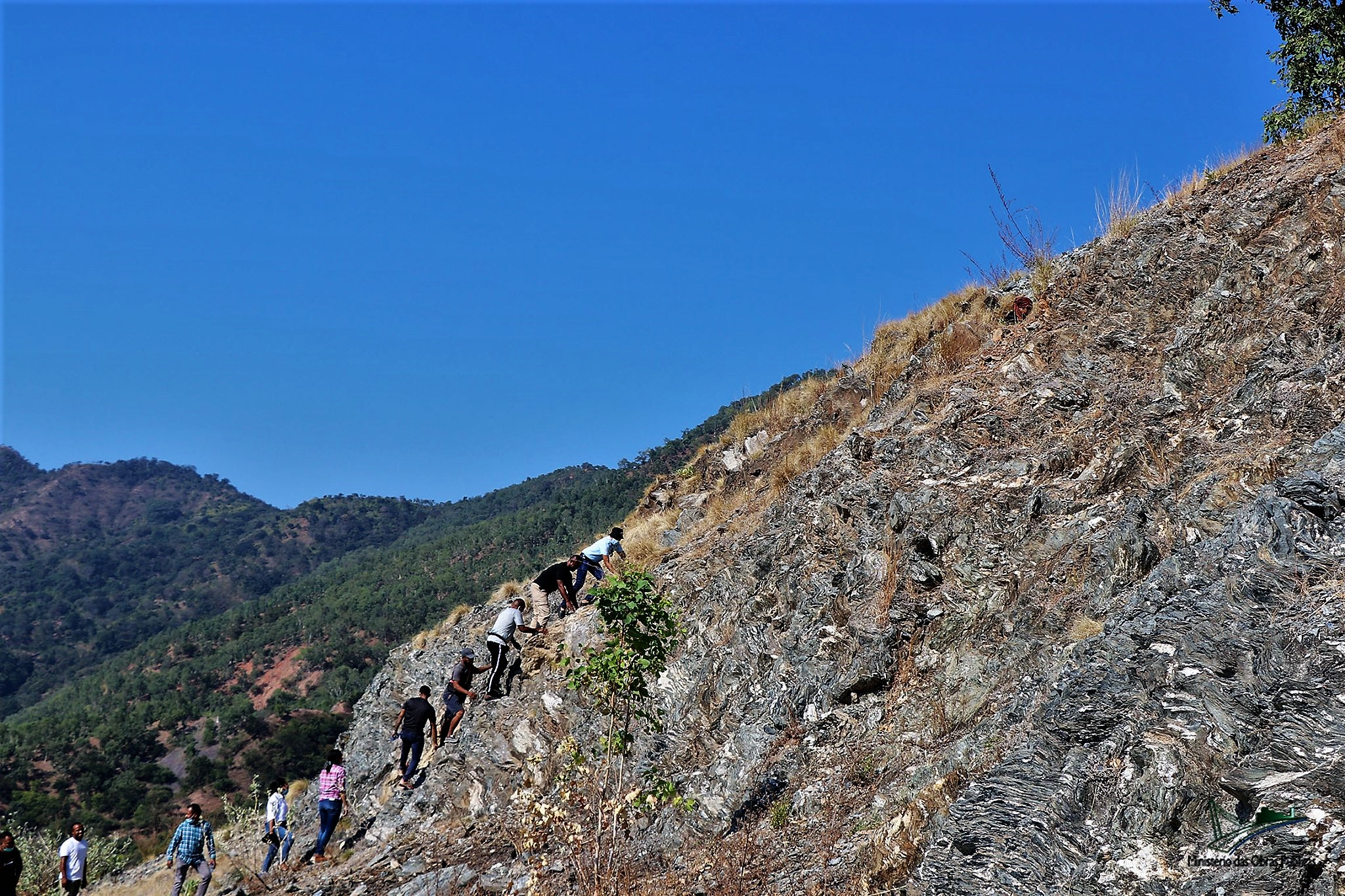
Von der Landeshauptstadt Dili an der Küste aus steigt das Land nach Süden steil an (Camea)

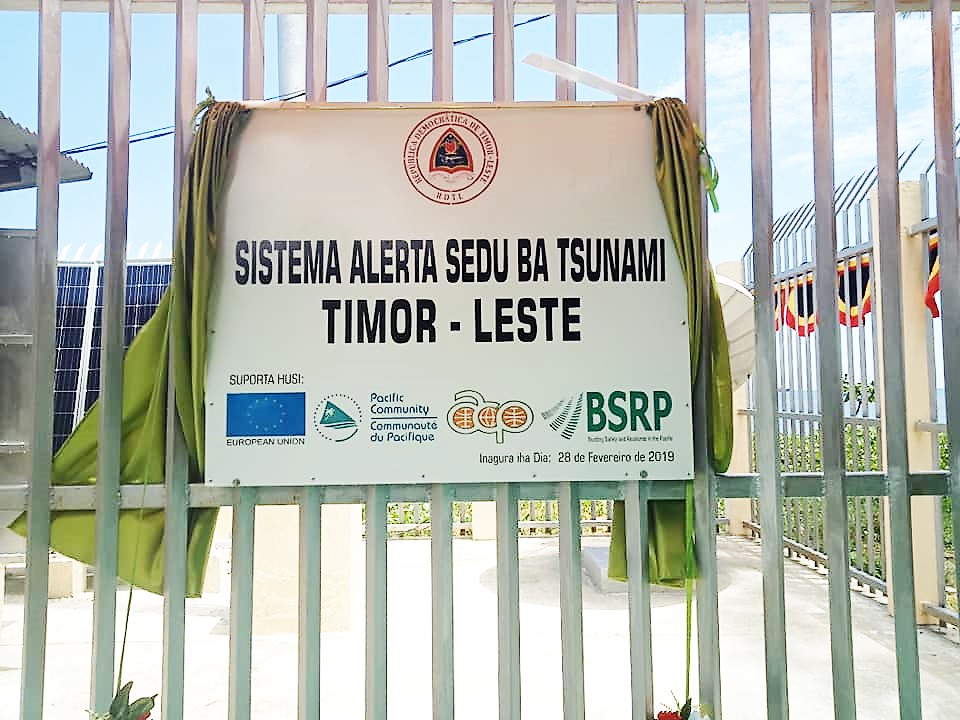
Tsunamiwarnsystem in Dili

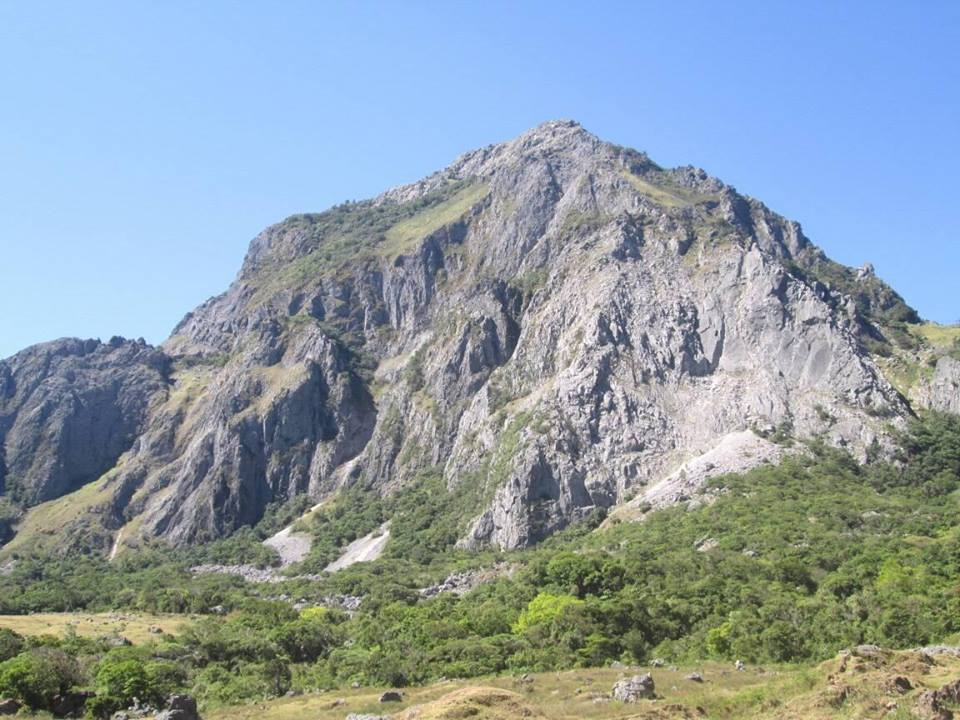
In der Region des Matebian

Timor liegt auf dem äußeren Rand des sogenannten Bandabogens, der Teil eines Ausläufers des pazifischen Feuerrings ist und eine Inselkette um die Bandasee bildet. In einer ozeanischen Subduktionszone schiebt sich hier die Nordwestecke der Australischen Platte unter die Eurasische Platte. Dies führt unter anderem zum Wachstum von Bergketten auf Timor, die als zentrales Bergland nahezu die gesamte Insel von Südwesten nach Nordosten bis in die Region von Turiscai durchziehen. Ihre Spitze ist Osttimors höchster Berg, der Tatamailau (2963 m), der zu den Ramelau-Bergen gehört. Nördlich erstreckt sich vom Osten Ermeras, über Aileu bis in den Süden von Manatuto die Aileu-Kette mit dem Foho Olopana (1791 m) als höchsten Punkt. Das Küstengebirge im Norden Aileus und in Dili bilden eine dritte Kette, so dass Timor aufgrund der Auffaltung hier einem Waschbrett gleicht. Weiter östlich liegen isolierte Berge, wie der Curi (1763 m), der Monte Mundo Perdido (1332 m) und jenseits der 20 bis 30 Kilometer breiten Ebene von Quelicai der Matebian (2316 m). An der Südküste der Ostspitze Timors verläuft die Bergkette des Paitchau (995 m). Einige Gebiete in Osttimor heben sich zwischen 1 und 1,6 mm pro Jahr. 32,1 % der Landesfläche liegt auf einer Meereshöhe zwischen 500 und 1500 m, 2,6 % über 1500 m.
Geologisch gesehen ist Osttimor noch sehr jung, da es erst in den letzten etwa vier Millionen Jahren aus dem Meer gehoben wurde. Durch die geologischen Aktivitäten besteht eine ständige Gefahr durch Erdbeben und Tsunamis. Immer wieder spürt man in Dili auch Erschütterungen von Beben rings um Timor, die aber in den letzten Jahrzehnten keine größeren Schäden verursachten. 1995 starben elf Menschen durch einen Tsunami, der durch ein Beben bei Alor ausgelöst wurde. Auch 1857 wurde die Nordküste Osttimors durch ein Beben und einen Tsunami verwüstet. Der Nordosten der Exklave Oe-Cusse Ambeno bildet die jüngste und wildeste Oberflächenstruktur der gesamten Insel. Er ist vulkanischen Ursprungs und erreicht mit dem Sapu (Fatu Nipane) eine Höhe von 1259 m. Der höchste Punkt Oe-Cusse Ambenos ist der Bisae Súnan mit 1560 m an der Südwestgrenze des Verwaltungsamtes Passabe. Auch die Insel Atauro entstand durch Vulkanismus. Ihr höchster Punkt ist der Mano Côco mit 999 m. Aktive Vulkane gibt es im Staatsgebiet Osttimors nicht mehr. Jedoch gibt es in Oesilo (Oe-Cusse Ambeno) und anderen Orten Schlammvulkane. So berichtete Arthur Wichmann bereits Ende des 19. Jahrhunderts vom Schlammvulkan Raitahu bei Bibiluto. Der noch heute aktive Schlammvulkan schleuderte laut Wichmann „Wasser und bituminöse Stoffe unter Feuererscheinungen aus“. 2021 kam es hier zu einer großen Explosion mit einer großen Feuersäule. Ein zweiter Vulkan soll sich nach Wichmann in Laclubar befinden, bei dem aber von keinen Ausbrüchen berichtet wird. Zwei weitere Schlammvulkane liegen in Culit. Vulkanische Gase entweichen am sogenannten Bubble Beach (Suco Lauhata) aus dem Meeresboden. An verschiedenen Orten Osttimors finden sich heiße Quellen.
Im Norden fällt das Gebirge teilweise steil ins Meer ab. Charakteristische Küstenterrassen und einige markante Plateaus mit 400 bis 700 m Höhe, wie jene von Baucau, prägen das Bild. Terrassen und Plateaus entstanden aus Korallen. Das bergige Landesinnere ist von Tälern zerschnitten. Schwemmland findet sich zwischen Lautém und Baucau. Größere Flächen sind die Ebenen von Batugade, Metinaro, Dili, Manatuto, Com und am Lóisfluss. An der Südküste liegen weite Küstenebenen mit drei bis zehn Kilometern Breite, geprägt von saisonalen Sümpfen, versumpften Wäldern und Flächen mit hohem Grasbewuchs. Sie erstrecken sich von der Landesgrenze bis Viqueque und dann schmaler bis Lore. Die größten sind die Ebene von Alas mit dem südlichen Laclófluss, die Kicrasebene mit dem Sáhenfluss (Sahe), die Ebene von Luca mit dem Fluss Dilor und die Ebene von Bibiluto. An der Grenze zu Westtimor liegt das Flachplateau von Maliana, das früher eine Bucht war.
Die auffälligste Hochebene Osttimors ist das Fuiloro-Plateau in der Gemeinde Lautém. Richtung Süden fällt es, aufgrund seiner großen Fläche unmerklich, von einer Höhe von 700 m auf 500 m ab. Ursprünglich war das Plateau die Lagune eines urzeitlichen Atolls. Drei weitere Hochebenen umgeben das Plateau von Fuiloro: die Plateaus von Nári im Norden, Lospalos im Westen und Rere im Süden.

Übersichtskarte
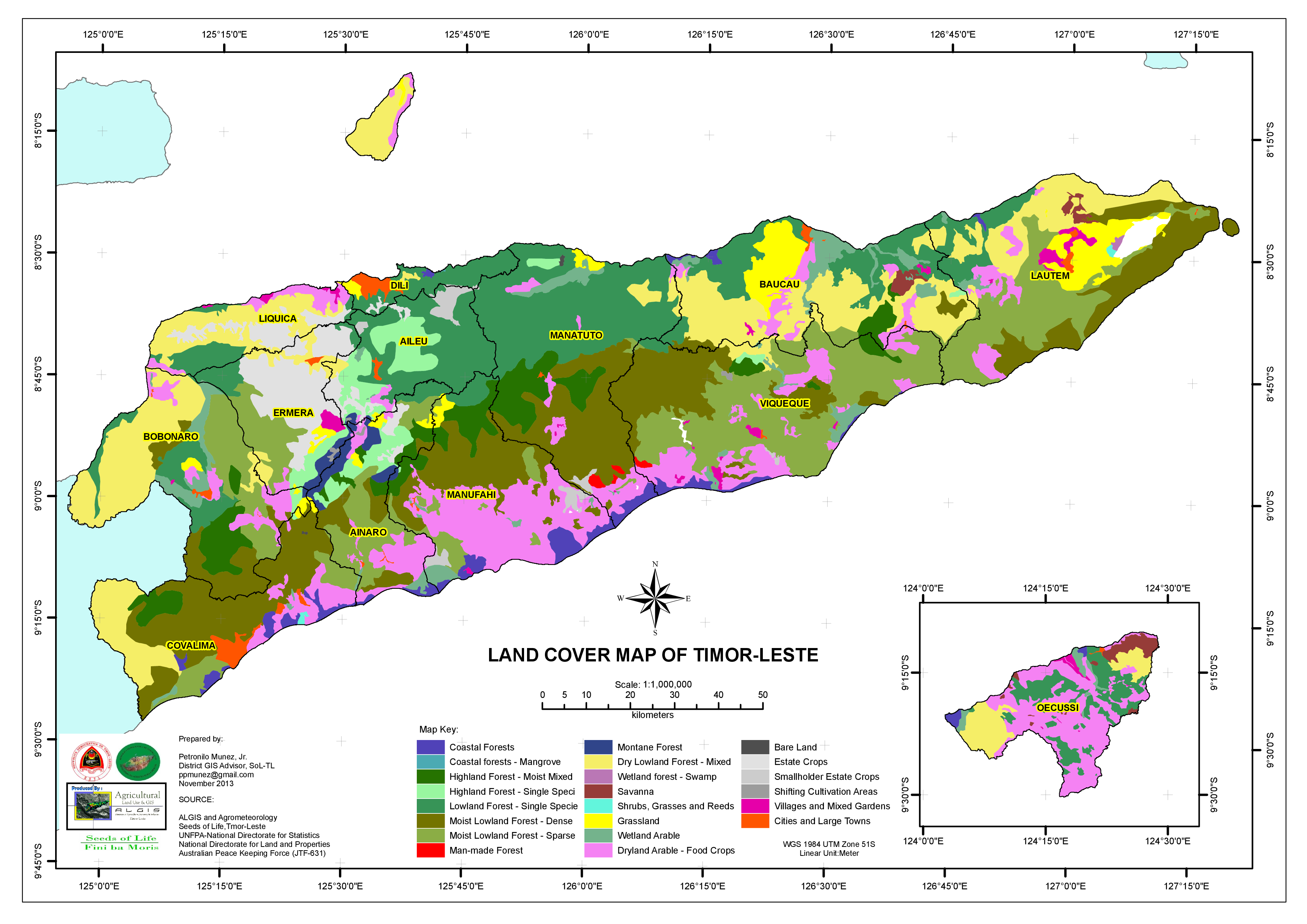
Vegetation
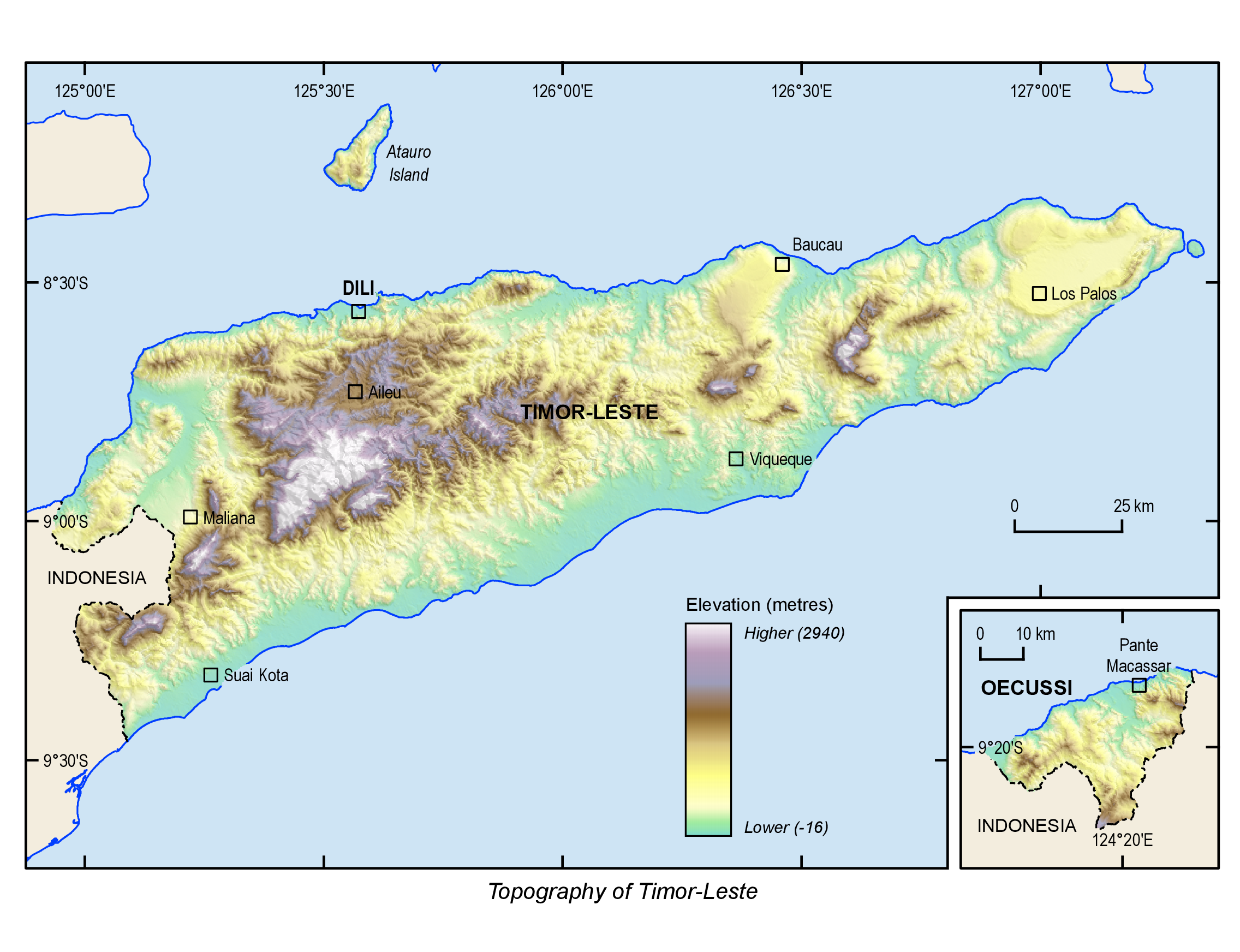
Topographie
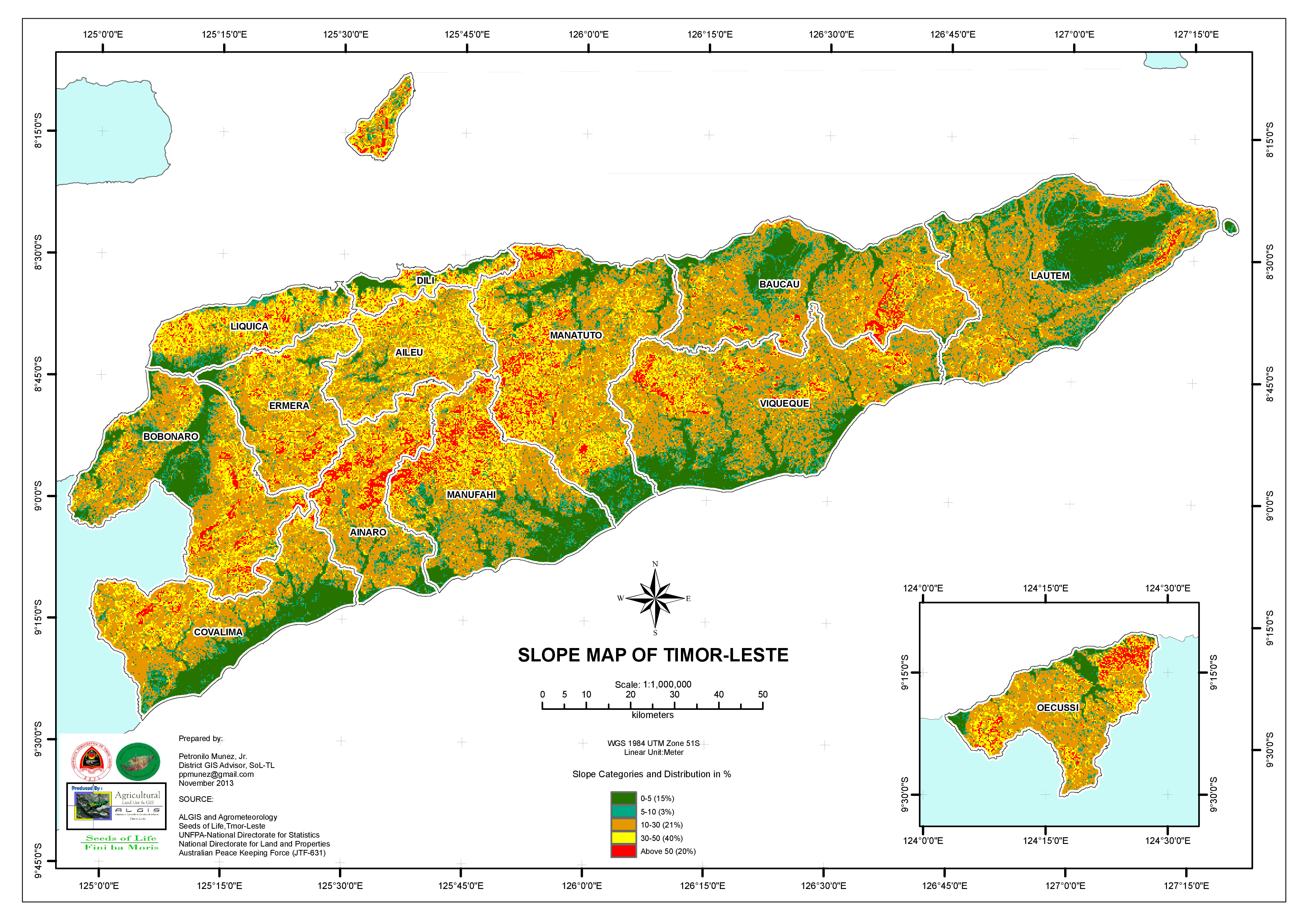
Gefälle

- Übersichtskarte[29]
- Vegetation[29]
- Topographie[29]
- Gefälle[29]

## Geologie

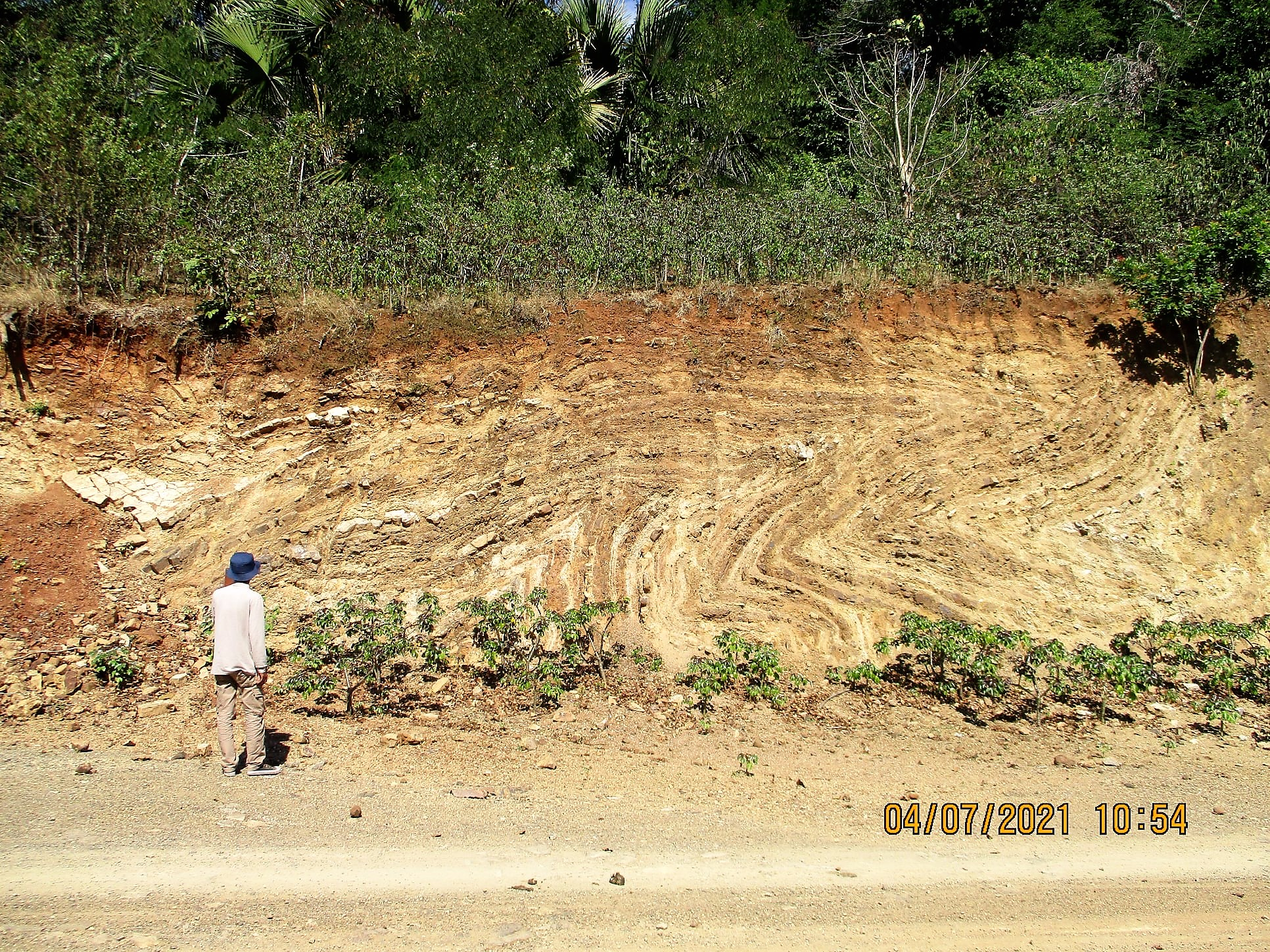
Verwerfungen in den Erdschichten in Maliana

Die Felsen Timors gehören zur Australischen Platte, die mit dem Grundgebirge (Lolotoi-Komplex) hochgehoben und zur zentralen Gebirgskette der Insel wurde. Entlang der Nordküste Timors finden sich syn-kollisionale, metamorphe Felsen des Aileu-Komplexes. In Becken liegen jüngere Sedimente aus dem Mesozoikum und jüngere Kalksteine. Theorien von 2004 vermuten, dass es nach der Subduktion zu einer Kollision der Platten kam, die Timor aus dem Meer hob und ihre Gebirge bildete. Die Aileu-Formation ist australischen Ursprungs und damit praktisch der nördlichste Punkt Australiens. Die Aileu-Formation wird durch die mehr als 3000 m tiefe Meerenge zwischen Atauro und Timor begrenzt. Atauro ist Teil des inneren Bandabogens und vulkanischen Ursprungs.
Die am häufigsten vorkommende Bodenform ist ein weicher Tonboden, der nach einer timoresischen Region als Bobonaro-Komplex bezeichnet wird. Dieser Lehm ist überschichtet mit einem wilden Durcheinander aus Kalkstein, Kalkmergel, einer Mischung aus vulkanischem Material und Felsen, die vom Meeresboden durch die seismischen Kräfte an die Oberfläche gehoben wurden. Geologen nennen Timor daher auch ein „tektonisches Chaos“. Weichere Sedimente, Schiefer, Sandsteine und gebettete Kalksteine wurden durch die Kräfte, die die Insel anhoben geschert, zerkleinert und zu komplexen und verzerrten Lithologien gefaltet. Die massiveren Riffe und Meereskalksteine waren jedoch stark genug, um ihre Unversehrtheit zu bewahren, und wurden buchstäblich durch die geologische Mischung in riesigen Aufwärtsschnitten geschoben, wie zum Beispiel die Cablac-Berge, der Matebian und an anderen Stellen entlang der zentralen Bergkette.
Die steilen Hänge Timors führen zu einer starken Erosion, so dass die Fließgewässer vor allem in der Regenzeit große Mengen Sedimente mitführen, die  zu ausgedehnten und dicken Sedimentfächern und Überschwemmungsflächen entlang der Flussläufe und an den Küstenebenen führen. Praktisch im ganzen Land wird so die Oberfläche aus solchen Ablagerungen gebildet, die auf einem Bett auf hartem Fels ruhen.

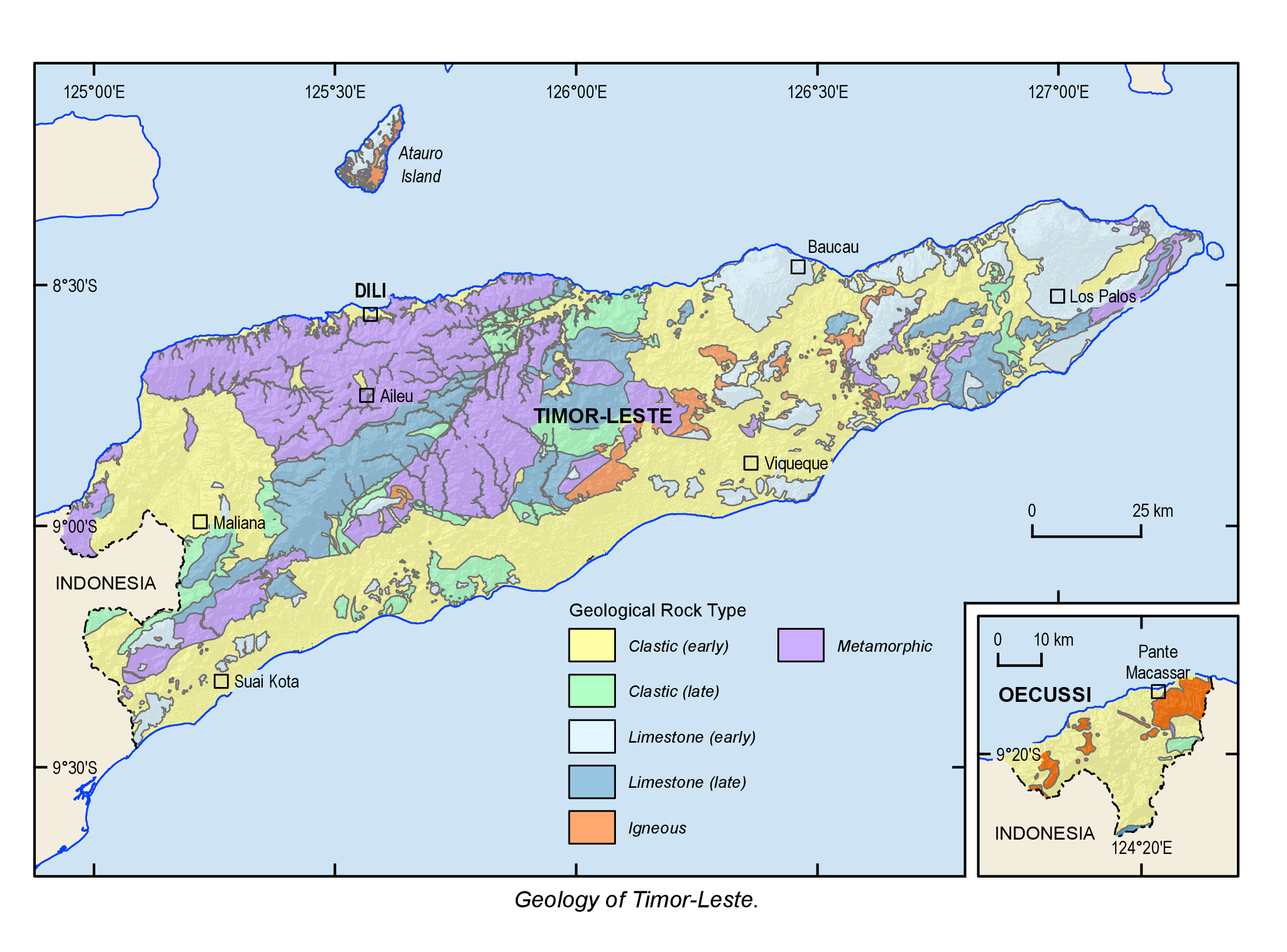
Geologie
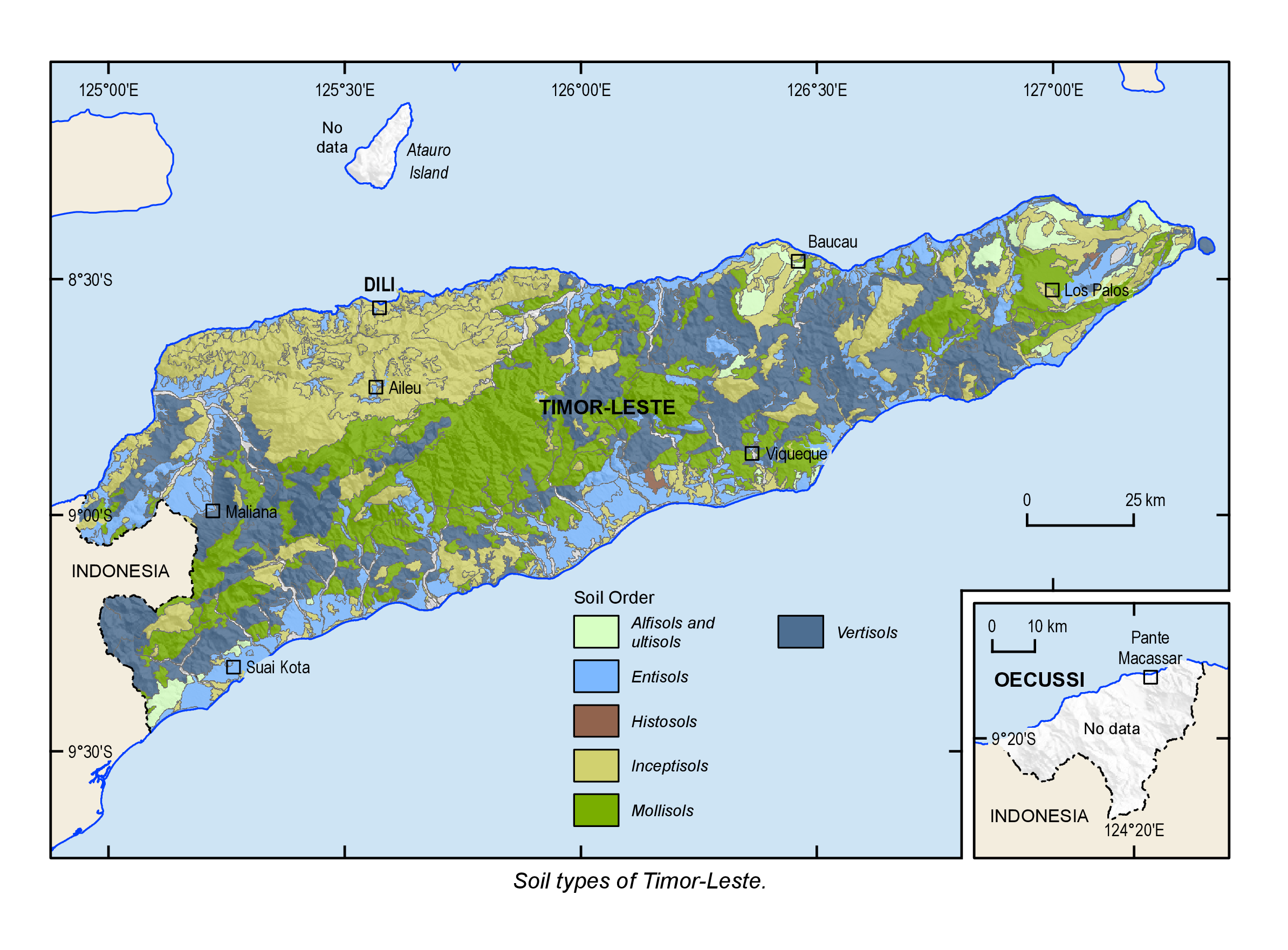
Bodentypen
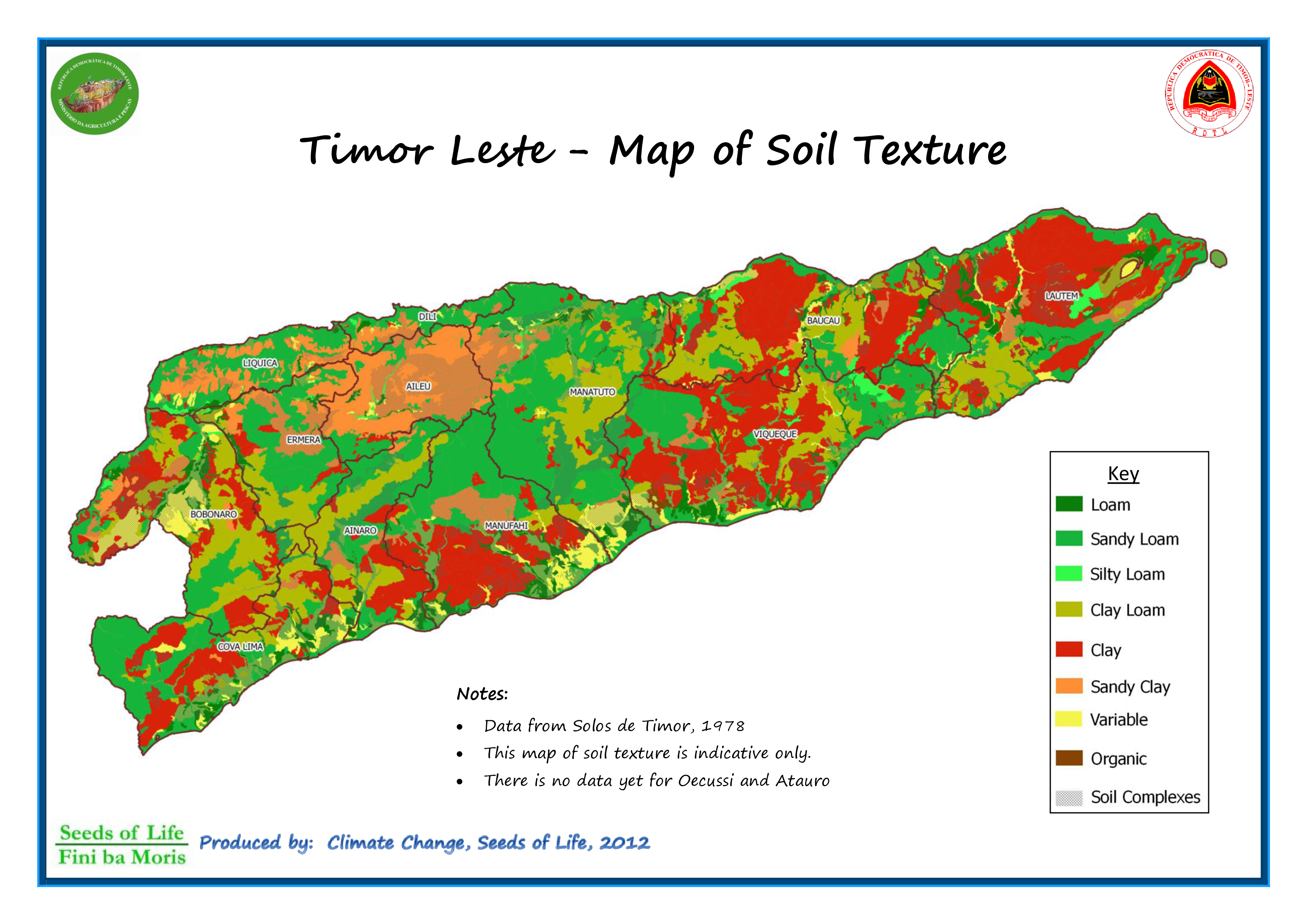
Bodentextur
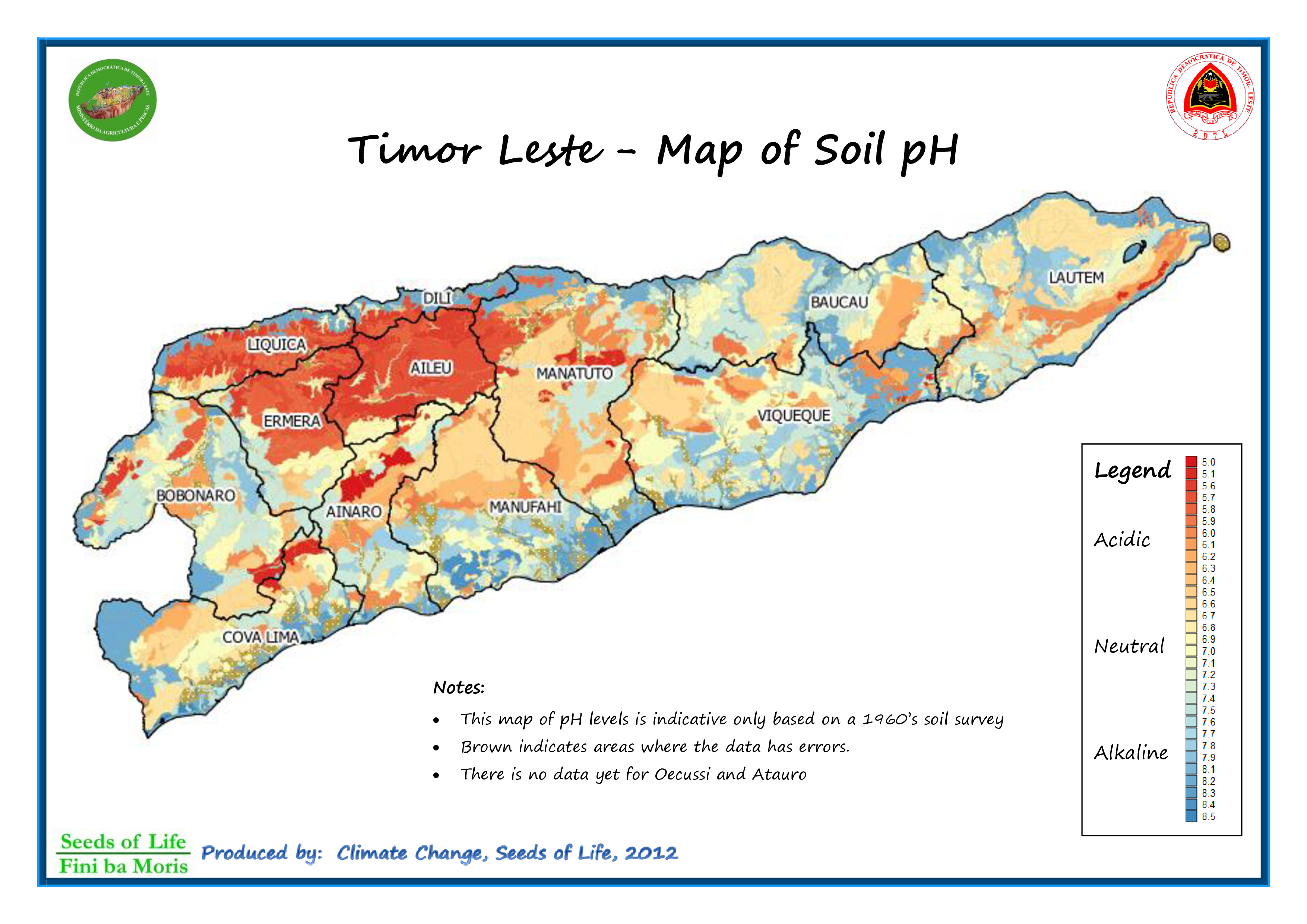
pH-Wert der Böden
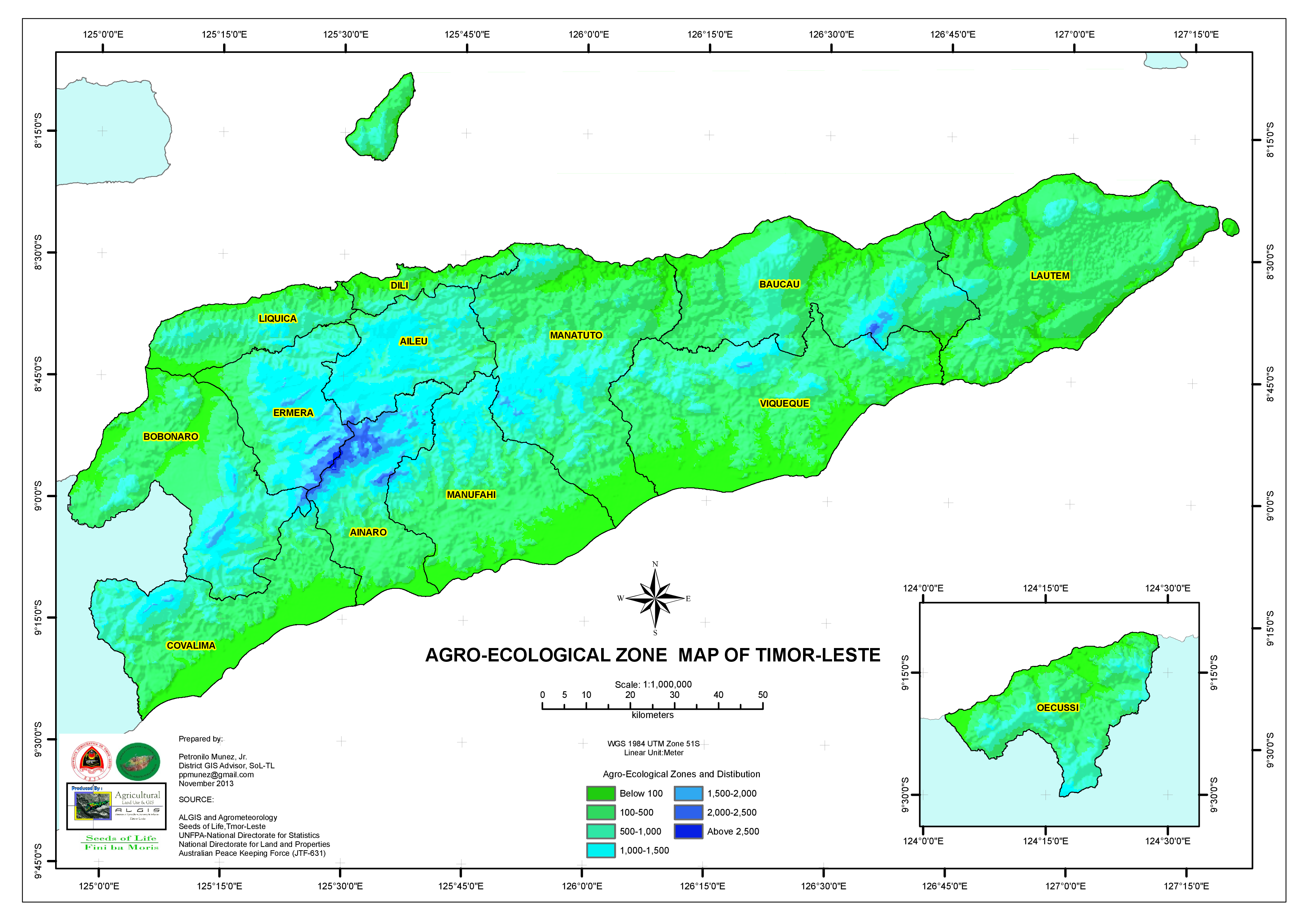
Agroökologische Zonen
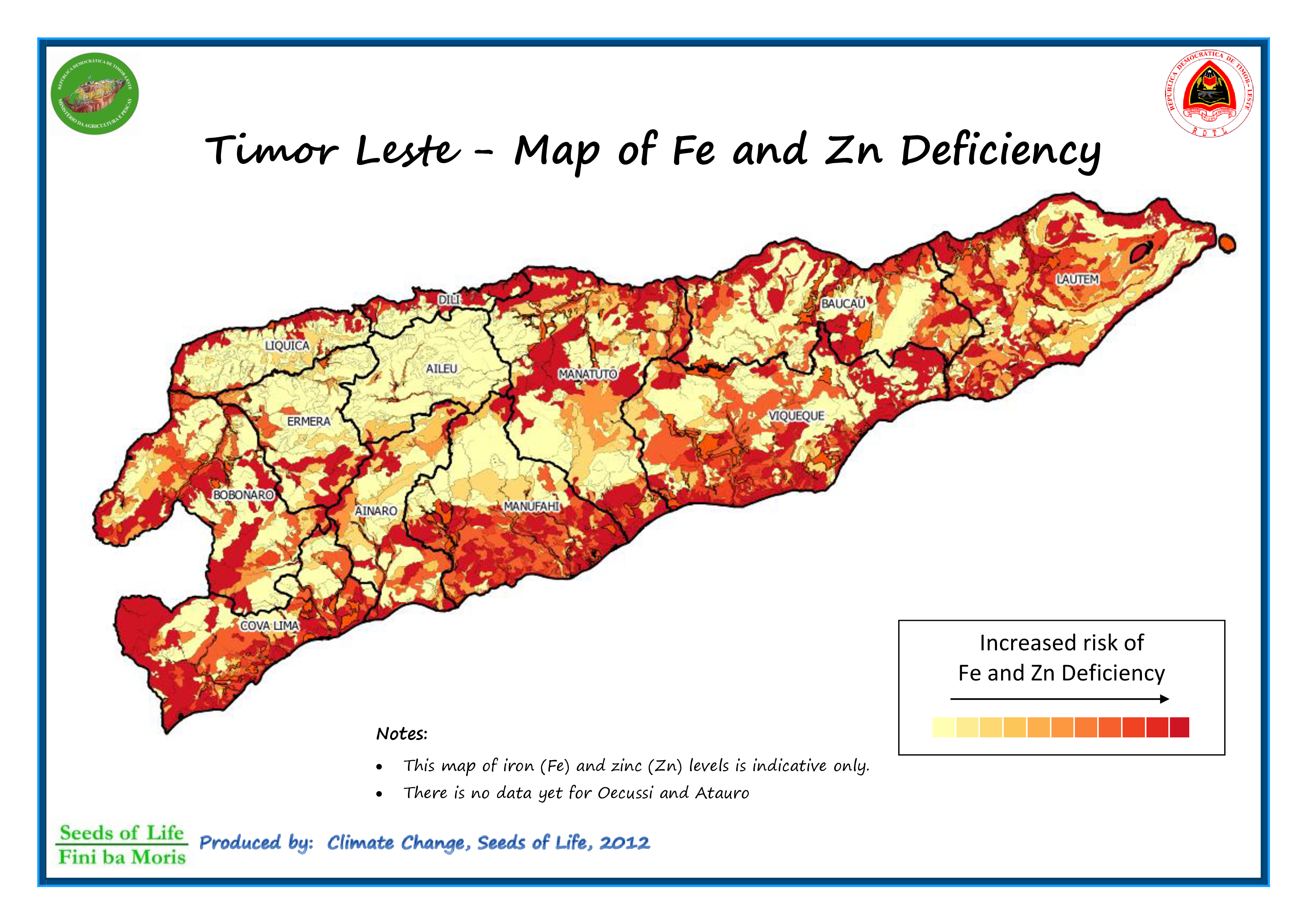
Eisen- und Zinkmangel

### Bodenschätze

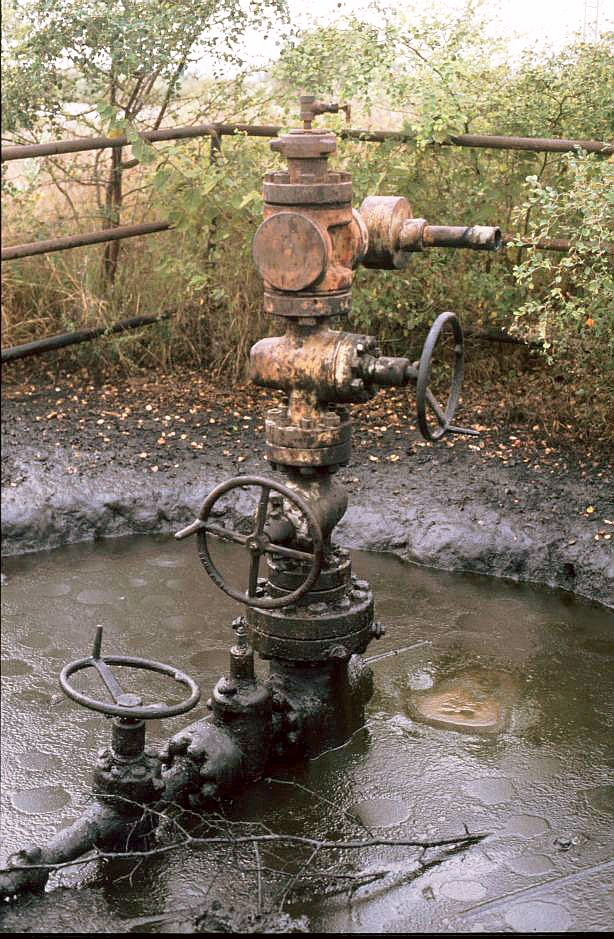
Bei Suai wurde bereits während der Kolonialzeit Öl gefördert.

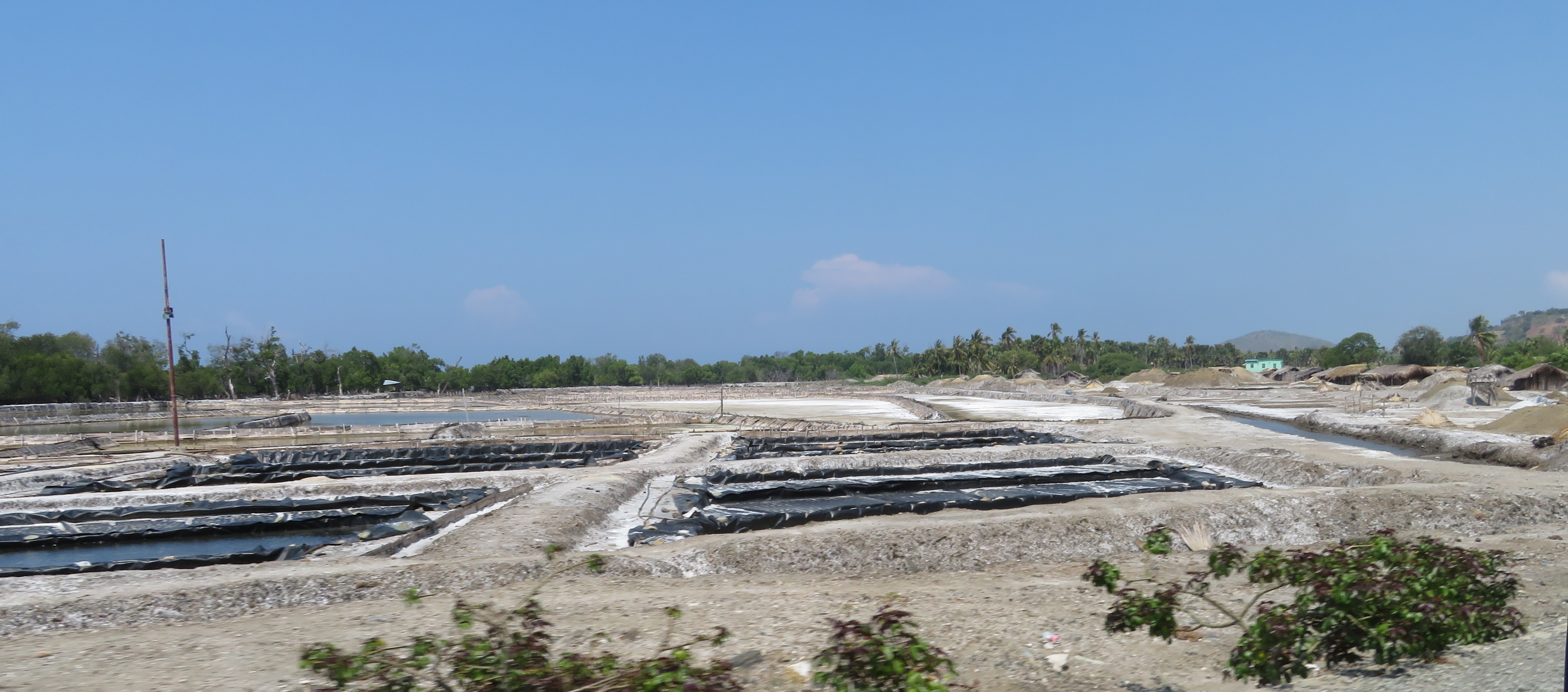
Salzgewinnung bei Liquiçá

Erdöl ist das wichtigste Wirtschaftsgut Osttimors. 2010 machte der Erdölsektor 79 % des Bruttoinlandsprodukts, 67 % des Bruttonationaleinkommens und 58 % des verfügbaren Bruttonationaleinkommen aus. Erdölvorkommen an Land waren schon früh bekannt. Bereits 1884 versorgte man die Lampen Dilis mit Öl aus Laclubar. 2012 wurden in Osttimor 3,965 Mio. t Rohöl produziert, damit nahm Osttimor die 47. Stelle der erdölproduzierenden Länder ein.
Noch in der portugiesischen Kolonialzeit wurden in der Timorsee zwischen Timor und Australien mehrere Ölfelder entdeckt. Diese Vorkommen gehören zu den reichsten im asiatisch-pazifischen Raum. Am 11. Dezember 1989 schlossen Indonesien und Australien den Timor Gap Treaty, der die Ressourcen unter den zwei Staaten aufteilte. Noch im Mai 2004 bestätigte die australische Regierung erneut die Gültigkeit des Vertrages in einer Form, die die Seegrenze, und damit auch die Rohstoffe, zu Gunsten Australiens verschob. Am 12. Januar 2006 einigten sich Osttimor und Australien im Treaty on Certain Maritime Arrangements in the Timor Sea (CMATS-Treaty), den Gewinn aus dem Öl- und Gasvorkommen der Greater Sunrise Area zu gleichen Anteilen aufzuteilen. Ein 50-Jahre-Moratorium bezüglich der Seegrenze wurde vereinbart, ohne dass Osttimor auf seine Ansprüche verzichtet. Am 7. November 2006 unterzeichnete Osttimor einen ersten Vertrag über die Ausbeutung von fünf der insgesamt elf ausgeschriebenen Blöcke des Ölfeldes mit dem italienischen ENI-Konzern, zehn Tage später wurde eine ähnliche Vereinbarung mit der indischen Reliance-Industries-Gruppe abgeschlossen und schließlich im Dezember ein Joint Venture mit Kuwait vereinbart. Im Januar 2017 erklärten die Regierungen Australiens und Osttimors nach langem Streit, dass der CMATS aufgelöst werden soll. 2019 wurde der neue Vertrag von den Parlamenten Australiens und Osttimors ratifiziert.
Die Firma PetroChina führte 2004 seismische Untersuchungen von 70 % des osttimoresischen Festlands auf Erdölvorkommen durch. Als PetroChina aber die Exklusivausbeute möglicher Festlandsvorkommen von Öl und Gas forderte, lehnte die osttimoresische Regierung ab.
Weitere Bodenschätze spielen derzeit keine Rolle. Marmor gibt es in nennenswerten Mengen, dazu etwas Gold und Kupfer. 2025 entdeckte Estrella Resources ein reiches Manganvorkommen im Verwaltungsamt Lautém.
```
Heiße Quellen in einigen Regionen deuten auf 
geothermische Energie
 hin. Entlang der Nordküste wird in mehreren Orten durch das Verdunsten von Meerwasser in flachen Teichen Salz gewonnen.
```

### Mineralogisches Potential des Landes

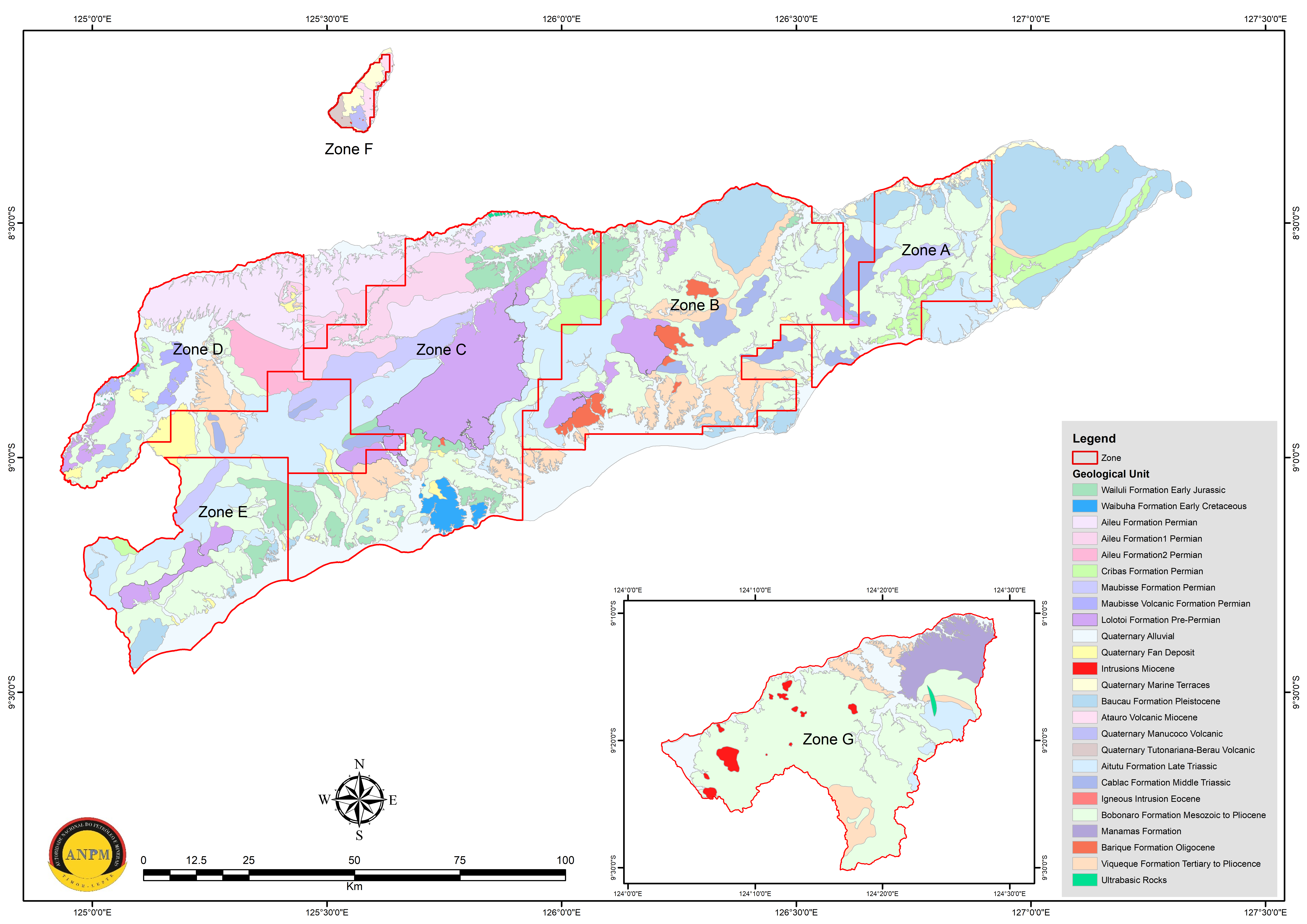
Geologische Gebiete Osttimors und die sieben Konzessionszonen

Für die Vergabe von Explorations-, Schürf- und Abbaurechten teilte die Autoridade Nacional do Petróleo e Minerais (ANPM) 2022 mit den verfügbaren Daten die für die Exploration freigegebenen Gebiete Osttimors in sieben Zonen für Konzessionen.
| Zone | Karte | Beschreibung |
| ---- | ----- | --- |
| A    |       | Die Zone A befindet sich hauptsächlich auf dem Gebiet der Gemeinde Lautém und einem kleinen Teil der Gemeinden Viqueque und Baucau mit einer geschätzten Gesamtfläche von 1114,65 Quadratkilometern. Es umfasst insgesamt neun Konzessionsgebiete, die zur Ausschreibung stehen. Die Oberflächengeologie dieses Gebiets besteht in erster Linie aus dem Bobonaro-Komplex, der Baucau-Formation, der Aitutu-Formation und der Cablac-Formation sowie in geringem Umfang aus der Lolotoi-Formation, der Maubisse-Formation, den alluvialen Ablagerungen aus dem Quartär und den Meeresterrassen aus dem Quartär. Die Lithologien, aus denen diese Formationen bestehen, sind hauptsächlich Sedimentgestein wie Kalkstein, Sandstein und Mergel, während der Bobonaro-Komplex verschiedene Gesteinsarten unterschiedlichen Alters in einer schuppigen Tonmatrix enthält. Gesteinsformationen wie der Bobonaro-Komplex und die Maubisse-Formation sind mit hohen magnetischen Anomalien innerhalb der Zonen verbunden. Die hohen magnetischen Anomalien deuten auf potenzielle metallische Mineralien und Eruptivgestein in der Zone hin. Frühere Studien hatten festgestellt, dass die Zone A Hinweise auf potenzielle Mineralien wie Gold, Chrom, Mangan und Eisensand in einem Teil des Gebiets enthält, darunter auch nichtmetallische Mineralien wie Kalkstein und Marmor. |
| B    |       | Das Gebiet für den Abbau von Metallen und anderen Mineralien als Baumaterialien in Zone B hat eine geschätzte Gesamtfläche von 2.880 Quadratkilometern und umfasst die Gemeinden Baucau, Viqueque und Manatuto. Für diese Zone sind insgesamt elf Konzessionsgebiete ausgeschrieben. Das Gebiet innerhalb der Zone B besteht aus Lithologien, die hauptsächlich aus dem Bobonaro-Komplex, der Baucau-Formation, der Viqueque-Formation, der Aitutu-Formation, der Lolotoi-Formation und der Cablac-Formation stammen, sowie in geringem Maße aus der Barique-Formation, der Wailuli-Formation, dem quartären Schwemmland und den quartären Fächerablagerungen. Frühere Studien, die in diesem Gebiet durchgeführt wurden, haben gezeigt, dass es Hinweise auf metallische Vorkommen wie Kupfer, Mangan, Chrom, Zink, Gold und Silber sowie auf nichtmetallische Mineralien wie Gips, Kalkstein, Marmor, Dolerit und Basalt gibt. Kupfer in Verbindung mit Gold sind die bemerkenswertesten metallischen Minerale in dieser Zone, basierend auf den früheren Studien. Bei den Kupfermineralen, die in dieser Zone beobachtet wurden, handelt es sich um zwei verschiedene Typen, die auf den Beobachtungen im Feld basieren. Das primäre Kupfermineral, kristallisiert als Chalkopyrit, das in einigen Gebieten in der Gemeinde Baucau gefunden wurde, ist mit Sphalerit vergesellschaftet; sekundäre Kupferminerale treten als Malachit, Chrysokoll und selten als Azurit auf. Die Mineralisierung tritt in der Regel in Verbindung mit Quarz-Karbonat-Adern auf oder ist direkt in Serpentiniten oder Eruptivgestein in diesem Gebiet enthalten. Es wird angenommen, dass die wahrscheinlichen Mineralisierungsarten für Kupfer, Gold und das damit verbundene Silber die zypriotischen vulkanogenen Massivsulfide (VMS) sind, die mit den Ophiolithen für die Mineralisierung im Gebiet von Ossu in Verbindung stehen. Die Kupfermineralisierung im Gebiet der Gemeinde Baucau wurde bereits 1937 durch die Arbeit der Allied Mining Corporation festgestellt. |
| C    |       | Zone C ist die größte Zone für den Abbau von Metallen und anderen Mineralien als Baumineralien und umfasst einige Gemeinden wie Manatuto, Aileu, Ainaro und Manufahi sowie einen Teil der Gemeinde Dili im Gebiet von Metinaro und die Gemeinde Ermera im Gebiet von Letefoho mit einer geschätzten Gesamtfläche von 3 716 Quadratkilometern. Diese Zone enthielt hauptsächlich hohe magnetische Anomalien, die mit der Aileu-Formation, dem Lolotoi-Komplex und der Maubisse-Formation korrespondieren. Die in früheren Studien ermittelten Mineralienpotenziale innerhalb der Zone C waren Chromit, Mangan, Gold und Kupfer für metallische Mineralien und Bentonit, Kalkstein, Marmor und einige Tonmineralien für nichtmetallische Mineralien. Das Vorkommen von Chromit in Osttimor wurde in der Gemeinde Manatuto in der Aileu-Formation bestätigt, insbesondere im Peridotit (von Herzolith, Harzburgit und Dunit) und seinem Serpentinit-Äquivalent in unterschiedlichen Serpentinisierungsgraden. Das Chromit ist mit winzigen Spuren von Platingruppenelementen vergesellschaftet. Darüber hinaus wurden in dem Gebiet auch Spuren von Kupfer- und Nickelmineralisierung identifiziert, die mit diesem Chromit in Verbindung stehen. Neben dem Illimanu-Gebiet von Ili-Mano wurde auch Turiscai in der Gemeinde Manufahi als eines der Gebiete identifiziert, in denen es auf der Grundlage früherer Studien Hinweise auf Edel- und Basismetalle gibt. Das Gold soll in Quarzadern oder in Form von Goldnuggets in Verbindung mit Kies in Abschnitten der Flüsse Sui, dem Südlichen Lacló und Clerec vorkommen, was auf eine Seifengoldlagerstätte im Gemeindegebiet von Manufahi schließen lässt. Neben der erwähnten Goldmineralisierung wurden in der Ophiolith-Sequenz auch disseminierte Kupfer-, Gold- und Kupfermineralisierungen gefunden, die den Kupfermineralisierungen in anderen Teilen des Landes ähneln, insbesondere in den Gemeinden Baucau und Viqueque. Diese Zone ist auch für ihre Kaolinvorkommen bekannt und wurde in der Gemeinde Aileu als die größte angezeigte Kaolinressource des Landes identifiziert. Andere nichtmetallische Mineralien wie Phosphat kommen ebenfalls in der Zone C vor, insbesondere in der Gemeinde Manatuto, wo der Bobonaro-Schuppenton vorkommt. Derzeit gibt es zwei bestehende Konzessionsgebiete in der Gemeinde Manatuto in der Zone C |
| D    |       | Die Zone D befindet sich hauptsächlich in den Gemeinden Liquiçá, Ermera und Bobonaro mit einer geschätzten Gesamtfläche von 1593 km². Für diese Zone werden insgesamt fünf (5) Konzessionsgebiete ausgeschrieben. Das Gebiet der Zone D besteht hauptsächlich aus der Aileu-Formation, dem Bobonaro-Komplex, der Maubisse-Vulkanformation, der Viqueque-Formation, der Lolotoi-Formation, der quartären Fächerablagerung und dem quartären Schwemmland, mit kleineren Anteilen der Baucau-Formation und der Cribas-Formation. Die angezeigten Mineralien innerhalb dieser Zone sind Gold, Kupfer und Mangan. Die angezeigte Goldmineralisierung in der Gemeinde Ermera steht in Verbindung mit Kupfer und befindet sich in Letefoho. Die Goldmineralisierung im Gebiet der Gemeinde Liquiçá wurde in Form winziger Goldkörner in Verbindung mit Sand und Kies als potenzielles alluviales Gold gefunden (IPG 2015, 2016). |
| E    |       | Die Zone E befindet sich hauptsächlich in den Gemeinden Bobonaro und Cova Lima sowie in einem kleinen Teil der Gemeinde Ermera, insbesondere im Gebiet von Atsabe, mit einer geschätzten Gesamtfläche von 1.431 Quadratkilometern. Die Zone E ist hauptsächlich von drei Formationen bedeckt, nämlich dem Lolotoi-Komplex, der Aitutu-Formation und dem Bobonaro-Komplex mit kleineren Anteilen der Wailuli-Formation, der Maubisse-Formation, der Baucau-Formation und quartären Schwemmland- sowie quartären Fächerablagerungen. Die in dieser Zone nachgewiesenen metallischen Minerale sind Gold und Kupfer sowie nichtmetallische Minerale wie Kalkstein, potenzieller Marmor, Dolomit und Bentonit in diesem Gebiet. Ähnlich wie in der Zone D wurden auch in der Zone E nur sehr wenige Studien zur Exploration von Mineralien durchgeführt, so dass keine detaillierten Daten über die angezeigte Mineralisierung vorliegen. |
| F    |       | Die Zone F liegt auf der Insel Atauro. Diese Zone hat eine geschätzte Gesamtfläche von 116 Quadratkilometern. Die Lithologie und der Entstehungsprozess der Insel Atauro unterscheiden sich von dem der Insel Timor, da Atauro Teil des vulkanischen Inneren Bandabogens ist. Die Geologie der Insel Atauro ist hauptsächlich von drei verschiedenen Arten von Vulkanen bedeckt, nämlich Mano Côco, Tutonariana-Berau und Atauro-Vulkanen, sowie von Meeresterrassen. Die Tutonariana-Berau-Vulkanite, die aus Brekzien, Tuffen und einigen Laven bestehen, entsprechen klinopyroxen-phyrischen basaltischen Andesiten und Kalksteinen. Auf der Grundlage früherer Studien gibt es Hinweise auf metallische Mineralien wie Gold, Silber und Mangansowie Kupfer und nichtmetallische Mineralien wie Kalksteine und potenzielles Kaolin innerhalb dieser Zone. Auf der Insel wurden keine detaillierten Studien durchgeführt, um nach metallischen Mineralien zu suchen. Da Atauro jedoch Teil des Inneren Bandabogens ist, wird vermutet, dass die Mineralisierung höchstwahrscheinlich durch eine epithermale Mineralisierung beherbergt wird und auch das Potenzial für eine Lagerstätte des VMS-Typs hat, wie auf der Nachbarinsel Wetar. Die auf Atauro beobachtete Kupfermineralisierung tritt als sekundäre Mineralien wie Malachit in Verbindung mit Tuffstein auf. Der Großteil dieser angezeigten Mineralisierungen ist mit dem Vulkangestein in diesem Gebiet verbunden. |
| G    |       | Die Zone G umfasst das gesamte Gebiet der Exklave Oe-Cusse Ambeno, mit einer geschätzten Gesamtfläche von 814 Quadratkilometern. Die Geologie dieser Zone besteht aus sieben verschiedenen Formationen, nämlich dem Bobonaro-Komplex, der Manamas-Formation, der Viqueque-Formation, der Aitutu-Formation, der Igneous Intrusion, dem ultrabasischen Gestein und dem Quartär-Alluvial. In dieser Zone gibt es eine Reihe von metallischen und nichtmetallischen Mineralien, wie Gold, Kupfer, Mangan, Gips, Bentonit und Kalkstein. Die Goldmineralisierung in dieser Zone steht höchstwahrscheinlich in Zusammenhang mit dem Vulkangestein der Manamas-Formation, doch müssen weitere detaillierte Explorationsarbeiten durchgeführt werden, um dies zu bestätigen. Mit Ausnahme der Manganexploration wurde innerhalb der Zone keine detaillierte Mineralisierungsstudie hinsichtlich ihres wirtschaftlichen Potenzials durchgeführt. Die 2020 durchgeführten Manganexplorationsarbeiten in der Zone G, insbesondere im Gebiet von Nipane und Passabe, haben gezeigt, dass es in diesen Gebieten tatsächlich Manganvorkommen gibt, die in Form von Manganfragmenten in Hornsteinblöcken, Manganschichten und Manganknollen vorkommen. |

## Binnengewässer
Fast alle Flüsse Osttimors entspringen im zentralen Bergland und fließen, bedingt durch das steile Gefälle, in Richtung Norden oder Süden ab. Die Fließgewässer bilden im zentralen Inselgebiet ein dichtes hydrografisches Netz. Diese bestehen, wie bei vielen kleinen Inseln mit starken Erhebungen, fast nur aus Bächen, welche eher kurz, gewunden und rasch fließend sind. Jedoch liegen diese Bachläufe die meiste Zeit des Jahres trocken.
Intensive Niederschläge während der Regenzeit führen zur Entstehung von Sturzbächen und dadurch zu starker Erosion des Erdreiches. Mit dem Ende des Regens fällt der Pegel der Bäche jedoch wieder, sodass sie bequem durchwatet werden können. Mit der Rückkehr der trockenen Winde, die von Australien her kommen, verbleiben nur dünne Rinnsale in breiten Flussbetten voller Müll und Geröll, die sich jedes Jahr verbreitern. Die alljährlichen Überflutungen, welche einige Monate andauern können, behindern auch den Warenverkehr zwischen den fruchtbaren Ebenen im Süden und dem restlichen Land. Es gibt Bestrebungen, mit Hilfe von Anpflanzungen die Erosion der Ufer einzuschränken und somit das Zerstörungspotential der Bäche zu verringern. Keiner der Flüsse Osttimors ist schiffbar. Ganzjährig wasserführende Flüsse gibt es genau genommen nur im Süden Osttimors. Der Grund dafür liegt in der im Vergleich zum Norden längeren Regenperiode. Flüsse, die auch im Norden ganzjährig Wasser führen, werden aus dem Süden gespeist. Dies ist der Fall beim nördlichen Lacló, der das größte hydrografische Becken Osttimors bildet, dem Seiçal in der Gemeinde Baucau und dem Lóis, dem mit 80 km längsten Fluss Osttimors, der bei Maubara mündet. Nach Süden fließend führen Irebere (Irabere), Bebui, Dilor, Tafara, Belulik (Bé-lulic), Caraulun (Carau-úlun, Karau Ulun), Südlicher Lacló und Clerec das ganze Jahr Wasser. Der Hauptfluss der Exklave Oe-Cusse Ambeno, der Tono (Nuno-eno), mündet westlich von Pante Macassar ins Meer.
In einigen permanenten Flüssen entlang der südlichen Küste sammelt sich durch die starken Gezeiten Sand an den Flussmündungen, was den Abfluss immer mehr blockiert und zur Bildung von Marschland führt. Meeresfische, die ihre Brutstätten flussaufwärts haben, und Krokodile leben hier weiter, bis sie von den Einheimischen im Laufe eines Rituals durch einen gegrabenen Ausgang getrieben werden. Fische, Garnelen, Schlangen und kleine Krokodile werden dabei mit der Hand gefangen. An den Küsten bilden sich nach den schweren Regengüssen leicht Sümpfe.
Der größte See Osttimors ist der Ira Lalaro (auch Suro-bec) in der Gemeinde Lautém. Er hat eine Länge von 6,5 km und eine Breite von 3 km. Zu den weiteren Binnengewässern zählen der Maubarasee und die Tasitoluseen. Einen besonderen Reiz der bergigen Landschaft bilden die vielen Wasserfälle, am bekanntesten ist der Wasserfall von Bandeira nahe Atsabe.
Die Gewässer Osttimors sind noch wenig erforscht. Teilweise gibt es Kontroversen über ihre Namensgebung, da den Gewässern in den verschiedenen Regionen, die sie durchfließen, unterschiedliche Namen gegeben wurden.
- Gewässer[29]
- Wasserscheiden[29]
- Hydrogeologie[29]
- Möglichkeiten zur Grundwasserentnahme[29]
- Grundwasserneubildung[29]

## Klima
| Durchschnittliche Klimadaten Dili |      |      |      |      |      |        |       |
| Jahr                              | 2005 | 2006 | 2007 | 2008 | 2009 | 2010   | 2011  |
| Temperatur [°C]                   | 28,8 | 28,9 | 29,4 | 29,3 | 29,5 | 29,5   | 28,9  |
| Niederschlagsmenge [mm]           | 945  | 481  | 769  | 1024 | 526  | 1716,4 | 911,8 |

Das lokale Klima ist tropisch, im Allgemeinen heiß und schwül und von einer ausgeprägten Regen- und Trockenzeit charakterisiert. Während des Ostmonsuns zwischen Mai und November herrscht oft anhaltende Dürre, die Nordküste erreicht dann praktisch kein Regen und die braune Landschaft ist ausgedörrt. In diesen Dürreperioden kommt die Landwirtschaft zum Erliegen. Die kühleren Gebirgsregionen im Zentrum der Insel und die Südküste bekommen in der Trockenzeit gelegentlich Regen, daher bleibt hier die Landschaft grün. Die Regenzeit dauert von Ende November bis April. In dieser Zeit werden die Felder wieder bewirtschaftet. Mit dem Regen kommen oft Überschwemmungen, die trockenen Flussbetten können sich in kürzester Zeit füllen und zu großen Strömen heranschwellen, die Erde und Geröll mit sich reißen und Straßen unterbrechen. So zum Beispiel im Mai 2019 durch den Zyklon Lili. An das Ende der Regenperiode schließt sich die Erntezeit an. Die Hauptstadt Dili besitzt einen durchschnittlichen Jahresniederschlag von 840 mm; der Regen fällt zum größten Teil von Dezember bis März. Dagegen erhält die Stadt Manatuto, östlich von Dili gelegen, durchschnittlich nur 565 mm Jahresniederschlag. Die Südküste Osttimors ist mit 1500 bis 2000 mm Jahresniederschlag regenreicher; der meiste Regen fällt an der mittleren Südküste und an den südlichen Bergen. Allerdings schaffen die Berge oft ein besonderes lokales Mikroklima, wodurch zum Beispiel der Ort Lolotoe in der Gemeinde Bobonaro die höchste jährliche Niederschlagsmenge in Osttimor mit 2837 mm aufweist. Auch gibt es im Laufe der Jahre sehr starke Unterschiede bei der Niederschlagsmenge (siehe Tabelle für Dili).
Die Temperatur in der Trockenzeit beträgt um die 30 bis 35 °C im Flachland (nachts 20 °C). Teile der Nordküste erreichen am Ende der Trockenzeit Temperaturen bis über 35 °C, allerdings bei geringer Luftfeuchtigkeit und fast keinen Niederschlägen. In den Bergen ist es tagsüber ebenfalls warm bis heiß, nachts kann die Temperatur aber auf unter 15 °C absinken, in höheren Lagen deutlich tiefer. Auf 500 m Höhe liegt der jährliche Temperaturdurchschnitt bei 24 °C, auf 1000 m bei 21 °C, 1500 m bei 18 °C und auf 2000 m bei 14 °C. Der Wind weht in Dili im Monatsdurchschnitt am schwächsten im Mai mit 7 km/h und am stärksten im August mit 12 km/h.
Der Klimawandel hat auch auf Osttimor Auswirkungen. 2016 löste das Klimaphänomen El Niño in Osttimor eine extreme Dürre aus, die eine Wasser- und Nahrungsmittelknappheit verursachte. Ernten fielen aus und 70.000 Nutztiere starben. 2019 verursachten Waldbrände Schäden in Höhe von 22 Millionen US-Dollar. Allgemein wird erwartet, dass der Norden immer mehr austrocknet, während im Süden mehr Regen und Überflutungen häufiger werden. Bis 2050 erwartet man einen Anstieg der Durchschnittstemperaturen um 1,5 °C und eine Zunahme der Niederschläge um 10 %. Der Meeresspiegel steigt nach Prognosen um 1,3 bis 2,3 Millimeter. Küstenebenen werden dadurch von Überflutungen bedroht und das Grundwasser könnte versalzt werden.
- Klimadiagramm Dili
- Jährliche Niederschlagsmengen und Klimagraphen für einzelne Orte[29]
- Durchschnitts-
temperatur[29]
- Änderung der jährlichen Durchschnittstemperaturen in Osttimor (1901 und 2018)[48]

|                                                 | Jan       | Feb       | Mär       | Apr       | Mai         | Jun         | Jul         | Aug         | Sep         | Okt         | Nov         | Dez   | Jahr   |
| ----------------------------------------------- | --------- | --------- | --------- | --------- | ----------- | ----------- | ----------- | ----------- | ----------- | ----------- | ----------- | ----- | ------ |
| Durchschnittstemperatur [°C]                    | 28,3      | 28,3      | 28,3      | 28,3      | 28,1        | 27,5        | 26,7        | 26,4        | 26,4        | 27,2        | 28,6        | 28,9  | 27,8   |
| Durchschnittliches Tagesmaximum [°C]            | 31,1      | 31,1      | 31,7      | 31,7      | 31,7        | 31,1        | 30,6        | 30,6        | 30,6        | 31,1        | 32,2        | 32,2  | 31,3   |
| Durchschnittliches Tagesminimum [°C]            | 25,6      | 25,6      | 25,0      | 25,0      | 24,4        | 23,9        | 22,8        | 22,2        | 22,2        | 23,3        | 25,6        | 25,6  | 24,2   |
| Absolutes Temperaturmaximum [°C]                | 36,1      | 35,0      | 36,7      | 36,1      | 35,0        | 36,7        | 33,3        | 35,0        | 33,9        | 33,9        | 35,0        | 35,0  | 36,7   |
| Absolutes Temperaturminimum [°C]                | 21,1      | 22,8      | 20,0      | 21,7      | 20,6        | 18,9        | 16,1        | 17,2        | 16,1        | 18,3        | 21,1        | 22,8  | 16,1   |
| Durchschnittliche Regenmenge [mm]               | 127,0     | 119,4     | 137,2     | 109,2     | 86,4        | 25,4        | 12,7        | 5,1         | 7,6         | 22,9        | 50,8        | 139,7 | 843,4  |
| Maximale Regenmenge [mm]                        | 161,9     | 143,9     | 157,4     | 148,4     | 149,8       | 139,2       | 137,1       | 130,1       | 127,5       | 149,6       | 159,9       | 168,6 | 1773,5 |
| Durchschnittliche Anzahl an Regentagen          | 13        | 13        | 11        | 9         | 6           | 4           | 3           | 1           | 1           | 2           | 6           | 11    | 80     |
| Durchschnittliche Sonnenscheindauer [h/d]       | 6,1       | 5,7       | 7,6       | 7,8       | 8,6         | 8,2         | 8,8         | 9,4         | 9,6         | 9,6         | 9,0         | 7,1   | 8,1    |
| Durchschnittliche Wassertemperatur [°C]         | 26,7      | 26,4      | 26,4      | 27,2      | 28,6        | 28,9        | 28,3        | 28,3        | 28,3        | 28,3        | 28,1        | 27,5  | 27,8   |
| Durchschnittliche relative Luftfeuchtigkeit [%] | 80        | 82        | 80        | 77        | 75          | 72          | 71          | 70          | 71          | 72          | 73          | 77    | 75     |
| Durchschnittliche Windgeschwindigkeit [km/h]    | 10        | 8         | 9         | 8         | 7           | 8           | 10          | 12          | 11          | 11          | 11          | 10    | -      |
| Jahreszeit                                      | Regenzeit | Regenzeit | Regenzeit | Regenzeit | Trockenzeit | Trockenzeit | Trockenzeit | Trockenzeit | Trockenzeit | Trockenzeit | Trockenzeit | RZ    |        |

Quelle: Phytosociological Research Center; wetterkontor.de; Direcção Nacional de Estatística: Timor-Leste in figures 2011 (PDF; 3,8 MB), abgerufen am 5. Mai 2013

Bearbeiten

## Fauna und Flora
Die Insel Timor gehört zu Wallacea, einem Gebiet der biogeographischen Übergangszone zwischen der asiatischen und der australischen Flora und Fauna. Allerdings gibt es nur wenige australische Arten, wie den Grauen Kuskus. Die wenigen Säugetierarten auf Timor, wie der Mähnenhirsch, Musangs, Arten der Taxa Flughunde, Spitzmäuse und Affen, sowie Vögel und Insekten ähneln gewöhnlichen malaiischen Phänotypen. 23 Vogelarten kommen jedoch nur in der Timor and Wetar Endemic Bird Area vor, was Osttimor gerade für Ornithologen interessant macht. Zu den insgesamt etwa 240 Vogelarten gehören unter anderem zahlreiche Arten von Papageien sowie Amadinen, Kakadus und die Wetar-Taube.
Osttimor kann nur mit wenigen Froscharten aus der Klasse der Amphibien aufwarten, die meist auch nicht endemisch, also nur auf Timor beschränkt sind. Immerhin wurden bei einer Feldstudie zwischen 2004 und 2009 mehrere bis dato nicht beschriebene Arten gefunden. Auch Reptilien bereichern die Tierwelt Timors, so etwa der nach der Insel benannte Timor-Waran (Varanus timorensis), der Timor-Wasserpython (Liasis mackloti) und die im Meer lebende Timor-Riffschlange (Aipysurus fuscus). Endemisch ist die an der Ostspitze der Insel lebende und erst 2007 entdeckte Timorschildkröte, die teils als Unterart von McCords Schlangenhalsschildkröte (Chelodina mccordi), teils als eigene Art Chelodina timorensis angesehen wird.
Eine besondere kulturelle Bedeutung hat das in Meer und Flüssen lebende Leistenkrokodil, das „Großvater Krokodil“ genannt wird. Die Insel Timor soll der Sage nach aus einem Krokodil entstanden sein. CrocBITE, die Datenbank für Krokodilangriffe der Charles Darwin University, registrierte seit 2007 (Stand: September 2016) 15 tödliche und fünf weitere Attacken auf Menschen in Osttimor. Auch Haustiere werden immer öfter gerissen, weswegen 2010 eine Crocodile Task Force aus zehn Männern aufgebaut wurde.
Die einzigen reinen Süßwasserfische, die in den Flüssen Timors heimisch sind, sind der nur vier Zentimeter lange endemische Oryzias timorensis aus der Familie der Reisfische (Adrianichthyidae) und Craterocephalus laisapi aus der Gattung der Hartköpfchen, der im osttimoresischen Fluss Irasiquero endemisch ist. Daneben gibt es noch etwa 40 weitere Arten, die aber eher im Brackwasser der Flussmündungen und Mangroven leben, unter anderem aus den Familien der Kreuzwelse (Ariidae), der Grundeln (Gobiidae), der Schützenfische (Toxotidae) und Kuhlia mugil aus der Familie der Flaggenschwänze (Kuhlia). Der Karpfen, der Afrikanische Raubwels und die Zahnkärpflinge Guppy, Koboldkärpflinge und Panchax wurden vom Menschen eingeführt. An der Küste der Ostspitze Timors entdeckte man 2013 den endemischen Eviota santanai. Die Gewässer um Timor gehören zum so genannten Korallendreieck, einer Region mit der größten Biodiversität an Korallen und Rifffischen in der Welt. Den Spitzenwert für Fische liefern die Riffe um die Insel Atauro. Bis zu 314 Arten entdeckte man 2016 an einzelnen Stellen, ein Wert, der nirgends auf der Welt übertroffen wird. Insgesamt wurden um Atauro 643 Fischarten nachgewiesen, mehrere sind wissenschaftlich noch nicht einmal beschrieben. So wurde 2017 erstmals der kleine Meeresfisch Helcogramma atauroensis beschrieben, der nach der Insel benannt ist.
Man schätzt, dass es in Osttimor etwa 2500 Pflanzenarten gibt. Alleine bei einer Feldstudie 2006 entdeckte man 22 neue Arten. Die Vegetation Osttimors besteht hauptsächlich aus Sekundärwald, Savannen und Grasland. Es gibt zumeist Arten aus der Familie Kasuarinengewächse, der Gattung Eukalyptus, der Gattung Sappanholz, Sandelholz und Palmyrapalmen (Lontarpalmen). Die Gesamtfläche an Wald nahm in Osttimor (ohne Oe-Cusse Ambeno) zwischen 1972 und 1999 um fast 30 % ab. Allein in den letzten zehn Jahren der indonesischen Besetzung sank der Waldbestandteil in ganz Osttimor um 18 %. Die Fläche des ursprünglichen Primärwaldes Osttimors ist auf 220.000 ha, oder ein Prozent des Territoriums, zusammengeschrumpft. Dichten Wald findet man nur noch im Süden des Landes und in den Bergregionen. Mangrovenwälder bedecken nur etwa 7500 ha Osttimors, da im Gegensatz zu anderen Inseln des Archipels nur wenige Ausbuchtungen in der Küstenlinie vorhanden sind. Diese kommen hauptsächlich an der Nordküste vor, an der das Meer ruhiger ist. Beispielsweise findet man Mangrovenwälder bei Metinaro, Tibar und Maubara. An der Südküste breiten sich die Mangroven nicht viel weiter als über die Flussmündungen und sumpfigen Gelände hinaus aus.

## Verwaltungsgliederung
2004 wurden die Verwaltungsgrenzen überarbeitet. 2014/2015 erfolgte eine Umbenennung der bisherigen Distrikte (portugiesisch Distrito) in Gemeinden (portugiesisch Município) und der Subdistrikte (portugiesisch Subdistrito) in Verwaltungsämter (portugiesisch Posto Administrativo). Bereits seit 2009 plant man eine Dezentralisierung der Verwaltung mit Schaffung der Gemeinden. Dazu sollen eine Gemeindeverwaltung und ein Gemeinderat geschaffen werden. Ein Bürgermeister soll für die Umsetzung der Beschlüsse sorgen und für die Gemeindeverwaltung verantwortlich sein. Das Gesetz 4/2014 unterstellte den weiterhin von der Zentralregierung ernannten Administratoren die meisten Behörden auf Gemeindeebene und stellt ihnen ein größeres Budget von der Zentralregierung zur Verfügung. Grundproblem bei der Dezentralisierung ist, dass es selbst auf nationaler Ebene noch nicht genügend ausgebildetes Personal gibt, um die Verwaltung ausreichend zu besetzen.
Osttimor hat 13 Gemeinden und die Sonderverwaltungsregion (portugiesisch Região Administrativa Especial) Oe-Cusse Ambeno, die eine Sonderrolle einnimmt. In Artikel 71 der Verfassung Osttimors wird Oe-Cusse Ambeno diese in Verwaltung und Wirtschaftspolitik garantiert. An der faktischen Umsetzung dieses Verfassungsartikels haperte es allerdings zunächst. Erst am 18. Juni 2014 wurde mit dem Gesetz 03/2014 die Autoridade da Região Administrativa Especial de Oecusse (ARAEO) geschaffen.
Die Gemeinden und die Sonderverwaltungsregion sind in insgesamt 70 Verwaltungsämter, 461 Sucos und in 2233 Aldeias unterteilt. Die Insel Jaco ist Teil des Sucos Tutuala in der Gemeinde Lautém. Die Grenzen der Verwaltungseinheiten wurden 2015 in Teilen neu gezogen.
- Gemeinden Osttimors seit 2022
- Verwaltungsämter Osttimors seit 2015[29]
- Sucos Osttimors bis 2015

| Gemeinde (Zahl auf der Karte) | ISO 3166-2:TL | Einwohner (2004) | Einwohner (2015) | Fläche in km² | Hauptstadt     | Index der menschlichen Entwicklung (2017) |
| ----------------------------- | ------------- | ---------------- | ---------------- | ------------- | -------------- | ----------------------------------------- |
| Aileu (6)                     | TL-AL         | 037.926          | 048.837          | 0.735,94      | Aileu          | 0,613                                     |
| Ainaro (10)                   | TL-AN         | 052.476          | 063.136          | 0.802,59      | Ainaro         | 0,560                                     |
| Atauro (14)                   | TL-AT         |                  |                  |               | Vila Maumeta   |                                           |
| Baucau (2)                    | TL-BA         | 100.326          | 123.203          | 1.504,17      | Baucau         | 0,602                                     |
| Bobonaro (11)                 | TL-BO         | 097.762          | 098.932          | 1.378,10      | Maliana        | 0,606                                     |
| Cova Lima (12)                | TL-CO         | 052.818          | 065.301          | 1.198,59      | Suai           | 0,618                                     |
| Dili (5) Zahlen mit Atauro    | TL-DI         | 173.541          | 277.279          | 0.364,12      | Dili           | 0,733                                     |
| Ermera (9)                    | TL-ER         | 103.199          | 125.702          | 0.756,47      | Gleno          | 0,562                                     |
| Lautém (1)                    | TL-LA         | 055.921          | 065.240          | 1.816,68      | Lospalos       | 0,607                                     |
| Liquiçá (8)                   | TL-LI         | 054.834          | 071.927          | 0.559,92      | Liquiçá        | 0,636                                     |
| Manatuto (4)                  | TL-MT         | 036.719          | 046.619          | 1.783,34      | Manatuto       | 0,614                                     |
| Manufahi (7)                  | TL-MF         | 044.950          | 053.691          | 1.332,50      | Same           | 0,618                                     |
| Oe-Cusse Ambeno (13)          | TL-OE         | 057.469          | 068.913          | 0.813,62      | Pante Macassar | 0,553                                     |
| Viqueque (3)                  | TL-VI         | 065.245          | 076.033          | 1.880,39      | Viqueque       | 0,602                                     |

## Siedlungen
Die Landeshauptstadt Dili ist mit Abstand die größte Stadt Osttimors. Sie hat, inklusive der Insel Atauro und den zur Gemeinde gehörenden ländlichen Gebieten, 277.279 Einwohnern (Stand 2015). Dili liegt an der Nordküste, ebenso wie die zweitgrößte Stadt Baucau. Sie hat 17.357 Einwohner (2015) Auch die anderen Hauptorte der einzelnen Gemeinden Osttimors gelten als Städte und sind jeweils die dort größten Siedlungen. Nur in der Gemeinde Ainaro gibt es mit Maubisse im Norden eine zweite Stadt in einer Gemeinde.

## Infrastruktur
| Entfernungen [km] |     |     |     |     |     |     |     |     |     |     |     |     |     |
| Ort               | AL  | AN  | BA  | DI  | ER  | LI  | LO  | ML  | MT  | PM  | SA  | SU  | VI  |
| Aileu             |     | 79  | 177 | 47  | 43  | 81  | 246 | 119 | 133 | 255 | 72  | 152 | 246 |
| Ainaro            | 79  |     | 268 | 116 | 172 | 150 | 327 | 85  | 182 | 326 | 59  | 85  | 171 |
| Baucau            | 177 | 268 |     | 130 | 195 | 166 | 62  | 268 | 64  | 340 | 210 | 271 | 67  |
| Dili              | 47  | 116 | 130 |     | 62  | 36  | 199 | 138 | 66  | 210 | 119 | 202 | 199 |
| Ermera            | 43  | 172 | 195 | 62  |     | 72  | 267 | 86  | 128 | 246 | 115 | 152 | 267 |
| Liquiçá           | 81  | 150 | 166 | 36  | 72  |     | 235 | 148 | 102 | 174 | 183 | 212 | 235 |
| Lospalos          | 246 | 327 | 62  | 199 | 267 | 235 |     | 337 | 133 | 409 | 279 | 340 | 136 |
| Maliana           | 119 | 85  | 268 | 138 | 86  | 148 | 337 |     | 204 | 139 | 89  | 64  | 337 |
| Manatuto          | 133 | 182 | 64  | 66  | 128 | 102 | 133 | 204 |     | 276 | 185 | 265 | 131 |
| Pante Macassar    | 255 | 326 | 340 | 210 | 246 | 174 | 409 | 139 | 276 |     | 329 | 203 | 409 |
| Same              | 72  | 59  | 210 | 119 | 115 | 183 | 279 | 89  | 185 | 329 |     | 89  | 143 |
| Suai              | 152 | 85  | 271 | 202 | 152 | 212 | 340 | 64  | 265 | 203 | 89  |     | 204 |
| Viqueque          | 246 | 171 | 67  | 199 | 267 | 235 | 136 | 337 | 131 | 409 | 143 | 204 |     |

70 % der 5320 Kilometer Straße sind reparaturbedürftig. In der Regenzeit sind viele der Wege nur noch Schlammpisten und nicht mehr befahrbar. Es gibt 1426 km Nationalstraßen, 869 km Gemeindestraßen und 3025 km örtliche Straßen. Hauptverkehrswege sind die beiden Küstenstraßen an der Nord- und Südküste des Landes, die durch fünf Überlandstraßen in Nord-Süd-Richtung miteinander verbunden sind. Daneben gibt es noch zwei Querverbindungen im Landesinneren. Der erste Abschnitt der Autobahn Suai–Beaco, von Suai bis Fatukaho (Fatukahu), wurde 2018 eröffnet und ist die erste Autobahn Osttimors überhaupt. Etwa 450 Brücken gibt es im Land (Stand 2013).
Dilis Flughafen Presidente Nicolau Lobato liegt westlich des Stadtzentrums im Suco Madohi und wird als einziger international von Passagiermaschinen angeflogen. Es bestehen Verbindungen nach Australien und Indonesien. Reguläre, zivile Flugverbindungen zu anderen Flughäfen Osttimors sind im internationalen Buchungssystem der Fluggesellschaften zurzeit nicht vermerkt. Zum Flughafen Oecusse gibt es eine Flugverbindung mit einer Zwei-Propellermaschine der lokalen Behörde. Auch der Flughafen Suai wurde inzwischen ausgebaut. Der Flughafen Baucau ist der einzige Flughafen Osttimors, auf dem größere Maschinen als die Boeing 737 landen können. Er wird in erster Linie für militärische und Versorgungsflüge genutzt.
Dili hat den wichtigsten Seehäfen des Landes. Der Hafen in Motael befindet sich am Westufer der Bucht von Dili, nahe dem Zentrum der Stadt. Hier legen Fähren, andere Passagierschiffe und Yachten an. In der Bucht von Tibar wurde am 30. November 2022 der neue Hafen eröffnet und übernahm den Frachtverkehr. In Beaco, an der Südküste, soll ein Flüssigerdgasterminal für 943 Millionen US-Dollar von einer chinesischen Firma innerhalb von vier Jahren gebaut werden, sobald die Finanzierung geklärt ist.
Grenzübergänge vom Hauptstaatsgebiet Osttimors nach Indonesien gibt es in Mota’ain, nah der Nordküste, und in Motamasin, an der Südküste zum indonesischen Westtimor hin. Ein regelmäßiger Busverkehr fehlt. Von Oe-Cusse Ambeno aus führen Grenzübergange bei Napan/Bobometo (Verwaltungsamt Oesilo), Sacato/Wini und Passabe nach Westtimor. Allerdings sind nur Bobometo und Sacato legale Übergänge.

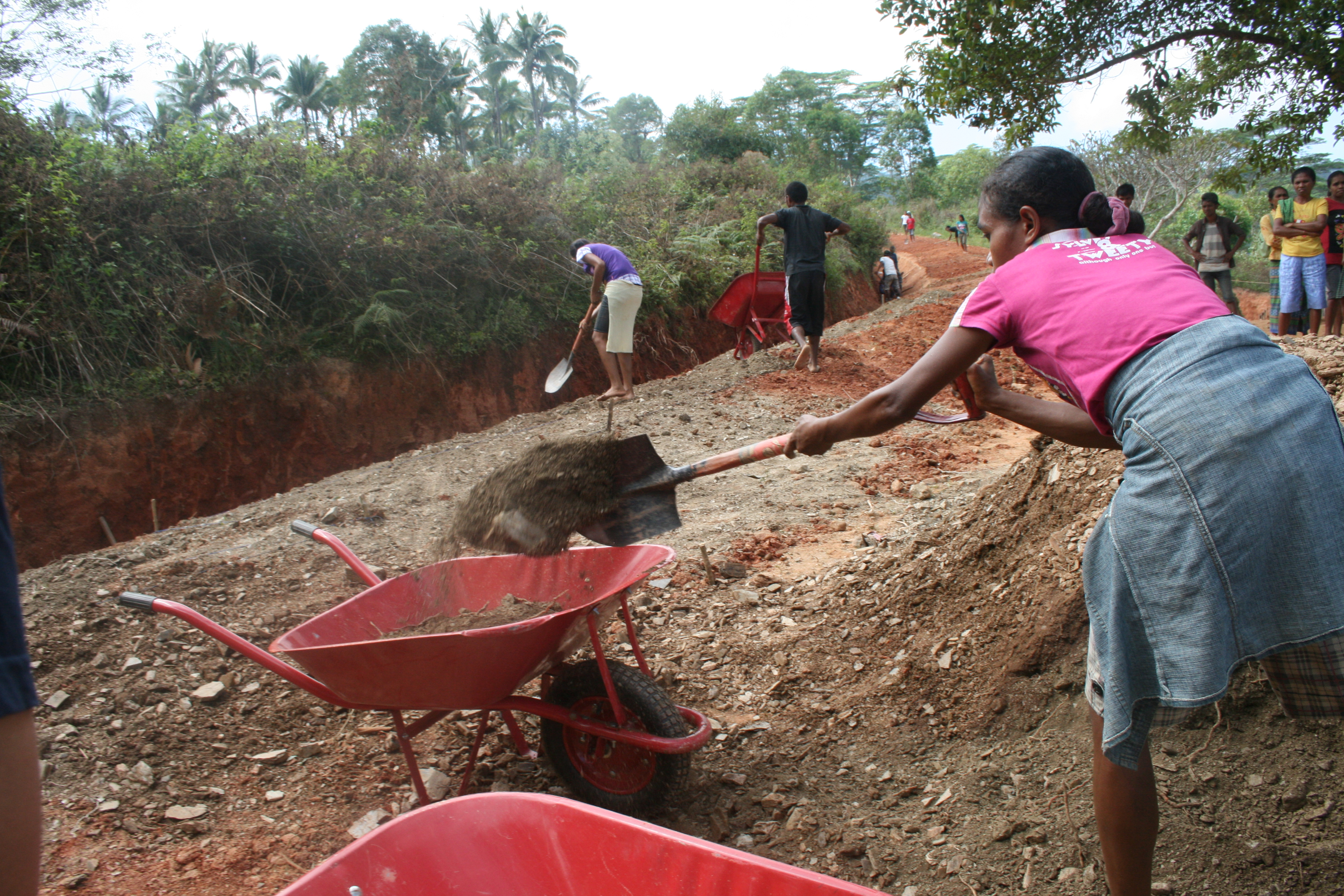
Straßenbau in Osttimor
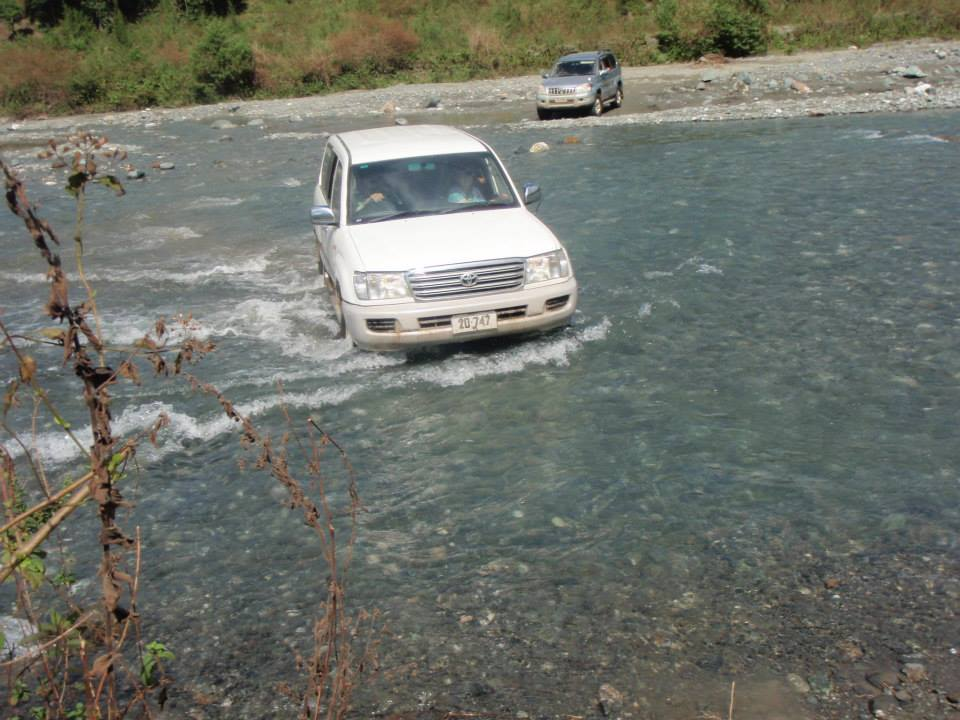
Flussüberquerungen ohne Brücke sind oft notwendig
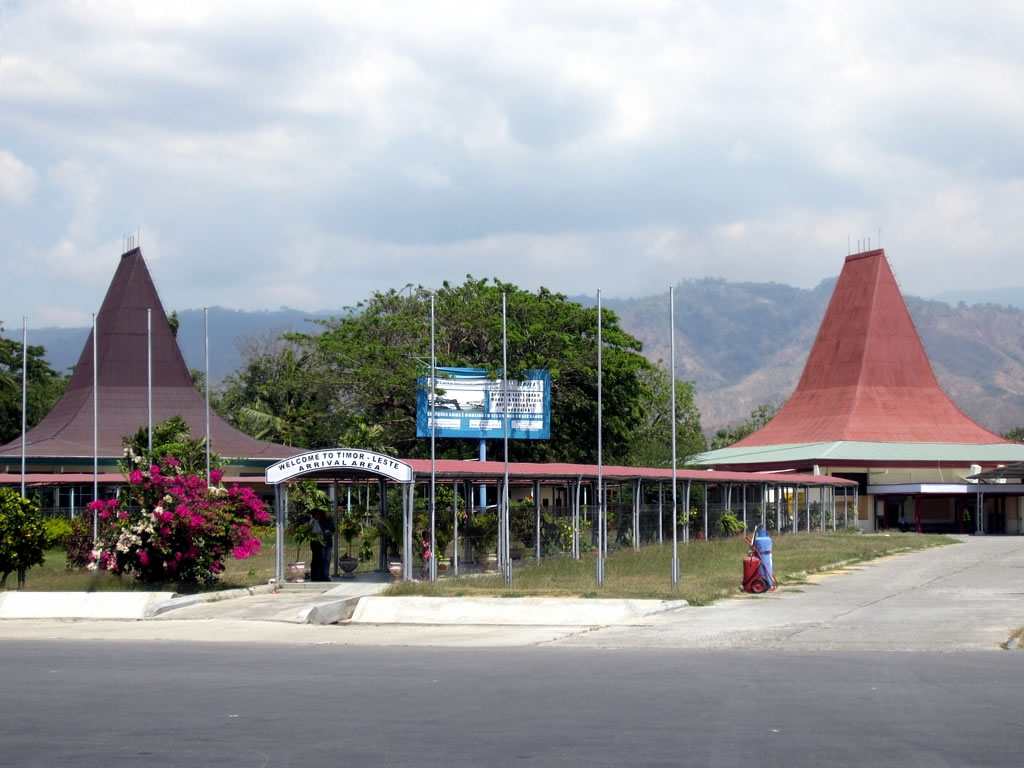
Der Flughafen Presidente Nicolau Lobato in Dili
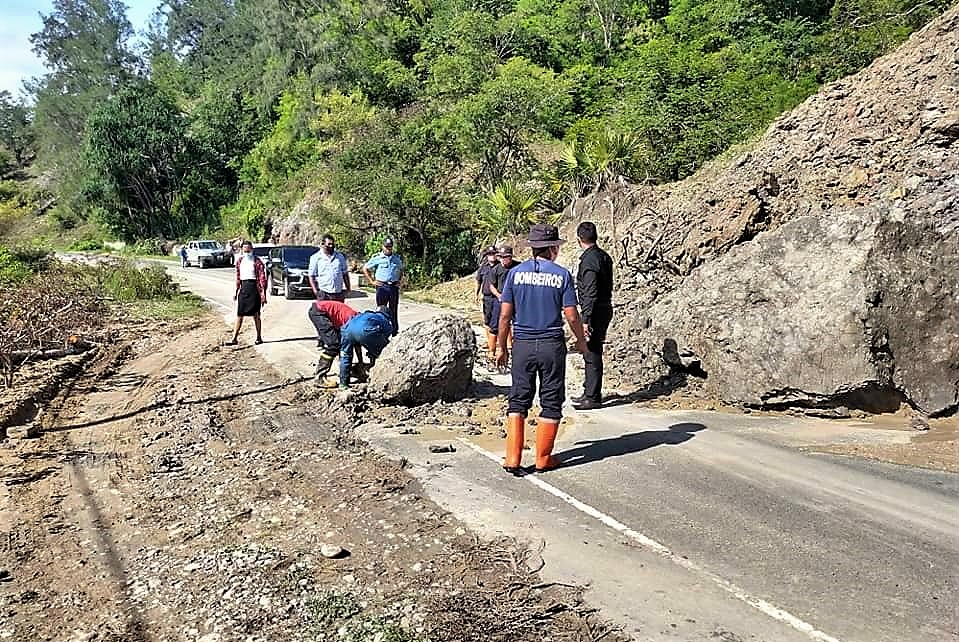
Steinschlag

## Landvermessung

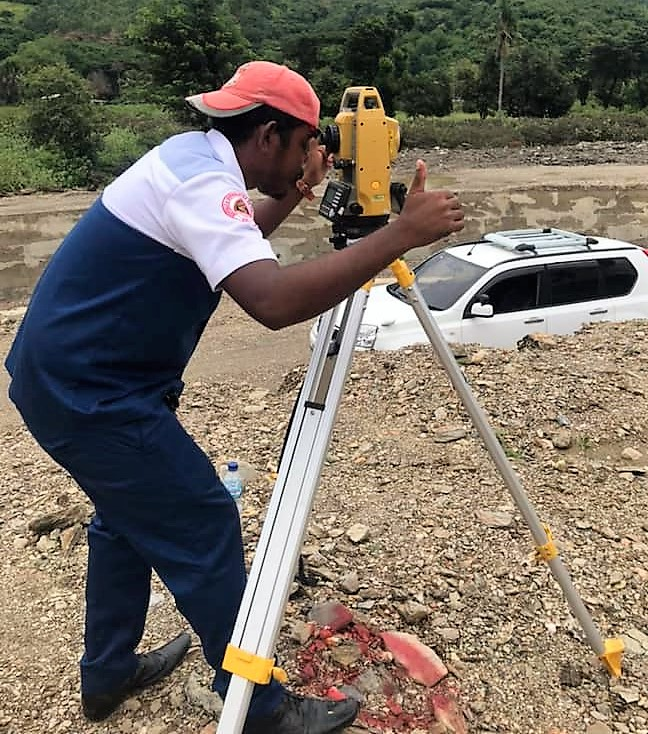
Landvermessung in Osttimor (2022)

1937 wurde die Missão Geográfica de Timor (MGT) gegründet, die mit der Vermessung von Portugiesisch-Timor begann. Mit der Besetzung der Kolonie durch die Japaner (1942–1945) während der Schlacht um Timor im Zweiten Weltkrieg kam die Arbeit zum Erliegen, Bis auf einige wenige Pfeilerfundamente von Messpunkten an den entlegensten Stellen, wurde die gesamte Arbeit im Krieg wieder zerstört. 1954 begann die MGT ihre Arbeit von neuem. Es sollte ein geodätisches Netz erstellt werden, um Karten im Maßstab 1:50.000 zu erstellen. Das Netz der GPS-Punkte wurde während der indonesischen Besatzung (1974–1999) eingerichtet. Einige dieser Referenzpunkte gibt es in Osttimor noch immer, doch die Beschreibungen der Bezugspunkte, Koordinatenlisten und andere Daten gingen in der Gewaltwelle von 1999 verloren, genauso wie Grundbücher und Einwohnermeldedaten. Dies führte in den folgenden Jahren zu häufigen Streit, um Besitzrechte an Grundstücken. Als Entwicklungshilfe für die ehemalige Kolonie errichtete Portugal ein neues System mit neuen Monumenten an acht Standorten im Land. Sie bilden das Rede Geodésica Fundamental Timor-Leste (deutsch Grundlegendes geodätisches Netz Timor-Leste) RGFTL:
- ABAC (Flughafen Baucau), Breite = 08° 29′ 01.824′′ S, Länge = 126° 23′ 46.465′′ E, Höhe = 577,373 m
- CBBR (Campo Barro), Breite = 08° 44′ 57.012′′ S, Länge = 125° 58′ 16.818′′ E, Höhe = 1.173,132 m
- CLMR (Colméra Park), Breite = 08° 33′ 22.356′′ S, Länge = 125° 34′ 10.106′′ E, Höhe = 53,664 m;
- MOLN (Moleana), Breite = 08° 55′ 37.308′′ S, Länge = 125° 11′ 02.319′′ E, Höhe = 183,054 m
- OCSS (Flughafen Oecusse), Breite = 09° 11′ 54.456′′ S, Länge = 124° 21′ 08.758′′ E, Höhe = 47,459 m;
- RACA (Raça), Breite = 08° 26′ 33.360′′ S, Länge = 126° 59′ 18.328′′ E, Höhe = 457,366 m
- SAME (Same, Heliport), Breite = 09° 00′ 06.984′′ S, Länge = 125° 39′ 12.509′′ E, Höhe = 605,573 m;
- SUAI (Fort Suai Loro), Breite = 09° 21′ 09.324′′ S, Länge = 125° 16′ 33.707′′ E, Höhe = 46,803 m

## Siehe auch

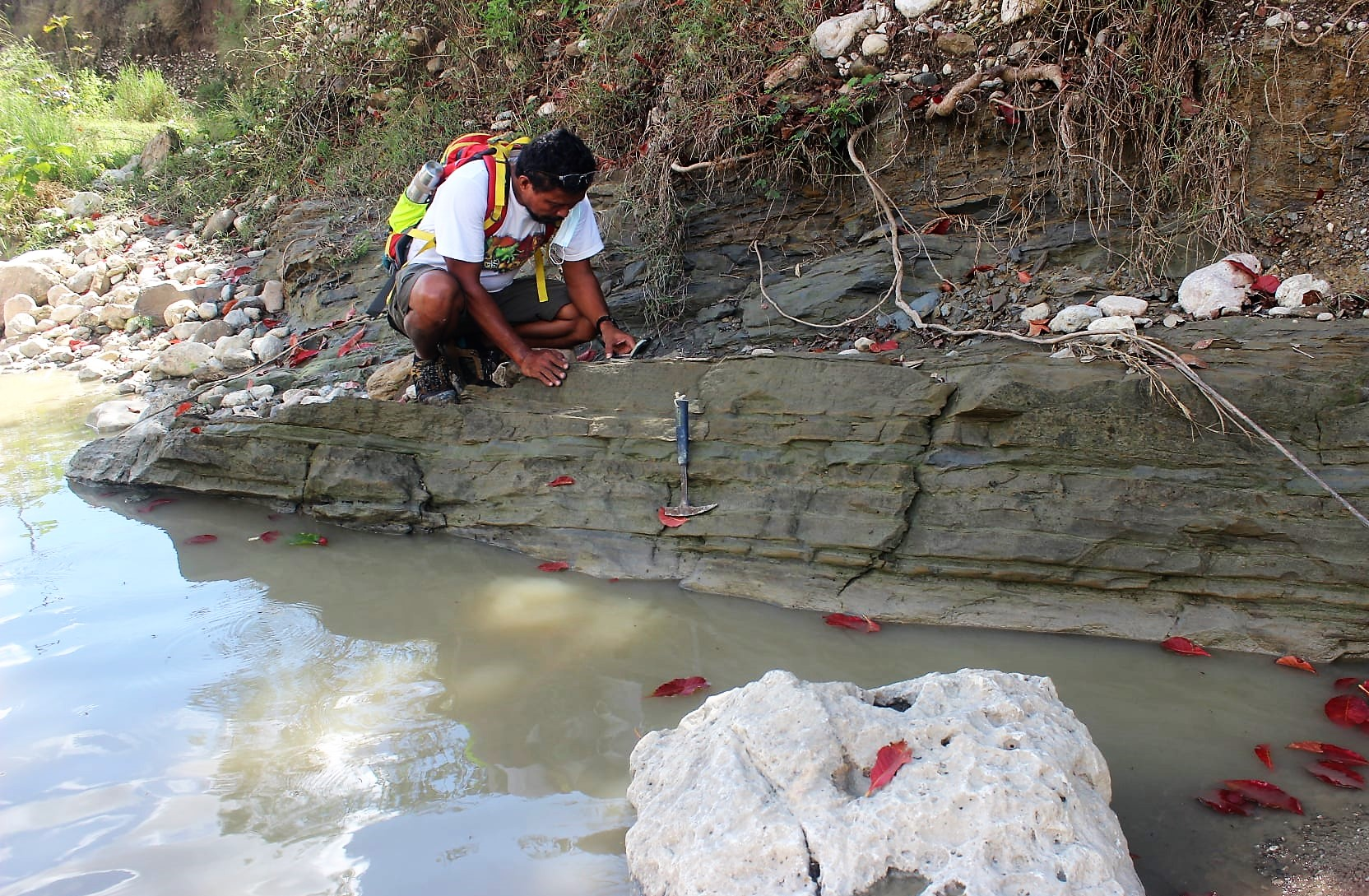
Geologe des Instituto de Geociências de Timor-Leste bei der Feldforschung